# 3. Gebirgs-Division (Wehrmacht)
Die 3. Gebirgs-Division war ein Großverband der Gebirgstruppe der Wehrmacht im Zweiten Weltkrieg. Die Division wurde im April 1938 nach dem „Anschluss“ Österreichs an das Deutsche Reich aus Einheiten des Österreichischen Bundesheeres aufgestellt. Nach einem Kurzeinsatz beim Überfall auf Polen erfolgte 1940 die Teilnahme am Unternehmen Weserübung, wobei ein Regiment der Division an der Schlacht um Narvik beteiligt war.
Während des Unternehmens Barbarossa war die Division am Vorstoß auf Murmansk beteiligt. Dabei waren die erlittenen Verluste jedoch so groß, dass die verbliebenen Reste 1941 von der Front abgezogen werden mussten. Nach späterer Neuaufstellung verlegte man die 3. Gebirgs-Division zur Heeresgruppe Nord, danach im Zuge der Schlacht von Stalingrad zur Heeresgruppe Süd mit anschließendem Rückzug nach Rumänien bis Mitte 1944. In den letzten Kriegsmonaten kämpfte die Division in Ungarn und der Tschechoslowakei, wo sie am 8. Mai bei Deutsch Brod vor der Roten Armee kapitulierte.

## Geschichte

### Aufstellung

Rekrutenangelobung beim Gebirgsjäger-Regiment 138 in der Turba-Kaserne in Pinkafeld am 31. Mai 1939.

Die 3. Gebirgs-Division war eine von fünf Divisionen, welche kurz nach dem „Anschluss“ Österreichs im März 1938 aus Einheiten des Bundesheeres gebildet wurden. Aus ehemaligen Bundesheereinheiten wurden außerdem noch die 2. Gebirgs-Division, die 44. und 45. Infanterie-Division und die 4. leichte Division aufgestellt.:S. 59
Die 3. Gebirgs-Division ging aus der 5. und der 7. Division des österreichischen Bundesheeres hervor und wurde am 1. April 1938 in Graz vom Wehrkreis XVIII aufgestellt.
Gliederung der Division am 1. April 1938:
- Gebirgs-Jäger-Regiment 138, Regimentsstab, I. Batl. und 16. (Pz. Abw.) Kp. Leoben, II. Batl. Graz, III. Batl. Admont, restliche Regimentseinheiten in Pinkafeld und Bad Radkersburg
- Gebirgs-Jäger-Regiment 139, Regimentsstab, I. Batl. und 16. (Pz. Abw.) Kp. Klagenfurt, II. Batl. Villach, III. Batl. Wolfsberg
- Gebirgs-Artillerie-Regiment 112 in Graz, Leoben und Villach
- Gebirgs-Panzerjäger-Abteilung 48 in Graz
- Gebirgs-Pionier-Bataillon 83 in Graz
- Gebirgs-Nachrichten-Abteilung 68 in Graz
- Gebirgs-Aufklärungsabteilung 112
- Divisionsnachschubtruppen 68

Die Division setzte sich landsmannschaftlich größtenteils aus Steirern und Kärntnern zusammen, die zur gleichen Zeit aufgestellte 2. Gebirgs-Division wurde wiederum hauptsächlich aus Tirolern, Vorarlbergern und Salzburgern gebildet. Während bei den anderen „österreichischen“ Divisionen im Laufe des Krieges der Anteil der Österreicher aufgrund der hohen Verluste im Krieg gegen die Sowjetunion immer mehr sank, blieb dieser bei den Gebirgs-Divisionen aufgrund ihres speziellen Charakters bis Kriegsende auf einem hohen Niveau bestehen.:S. 62
Da von den österreichischen Offizieren nur rund 75 Prozent in die Wehrmacht übernommen wurden und viele von diesen aus Altersgründen nur als sogenannte Ergänzungsoffiziere eingesetzt werden konnten, kam es zu einer massenhaften Versetzung von Offizieren der Wehrmacht (hauptsächlich aus Bayern, Württemberg und Schlesien) zu den neuen auf österreichischem Boden aufgestellten Wehrmachteinheiten. In manchen Einheiten umfasste der Anteil der Offiziere aus dem Altreich bis zu 50 Prozent. Auch wurde in vielen leitenden Funktionen einem deutschen Kommandeur ein österreichischer Stabschef zur Seite gestellt oder umgekehrt.:S. 60 Dies galt auch für 3. Gebirgs-Division, wo dem neuen Kommandeur, dem Bayern Eduard Dietl, als Stabschef der Kärntner Julius Ringel zugeordnet wurde.:S. 331
Das Truppenkennzeichen der Division, welche diese ab 1940 trug, erinnerte an die Kämpfe um Narvik, die von den Gebirgsjägern sowie Angehörigen der Kriegsmarine und der Luftwaffe geführt wurden. Es ähnelt sehr stark dem für diese Kampfhandlungen gestifteten Narvikschild.

### Einsätze

#### Sudetenkrise 1938
Anfang September 1938 erfolgte die Mobilmachung der Division.:S. 13 Wie auch bei den anderen auf dem Gebiet der nunmehrigen Ostmark aufgestellten Wehrmacht-Divisionen wurde dafür das Mobilmachungskonzept des Bundesheeres verwendet. Auch war bei den meisten dieser Divisionen ein großer Teil der benutzten Ausrüstung noch österreichischer Herkunft.:S. 59
Die Einheiten der 3. Gebirgs-Division verlegten daraufhin in den Raum Wiener Neustadt – Semmering, wo im Bataillons- bzw. Regimentsrahmen Übungen durchgeführt wurden.:S. 13 Im Zuge der Sudetenkrise erfolgte die Unterstellung der 2. und 3. Gebirgs-Division unter das XVIII. Gebirgs-Korps. Am 1. Oktober 1938 marschierten die deutschen Truppen in die Tschechoslowakei ein, wobei die 3. Gebirgs-Division den Großraum Znaim als Ziel zugewiesen bekam. Zu Kämpfen kam es bei dieser Besetzung nicht. Im Laufe des Oktobers kehrten die Einheiten der Division wieder in ihre Standorte zurück, wohin ab Anfang November die ersten Rekruten eingezogen wurden.:S. 13
Bei der ab 15. März durchgeführten Zerschlagung der Tschechoslowakei kam die 3. Gebirgs-Division nicht zum Einsatz.:S. 61

#### Überfall auf Polen
Einsatz von 1. bis 13. September
Die Division wurde am 26. August mobilisiert und ab 28. August im Eisenbahntransport in den Raum Rosenberg in Schlesien verlegt, wo sie sich für die Teilnahme am Überfall auf Polen bereitstellte. Die 3. Gebirgs-Division gehörte zusammen mit der 2. Panzer-Division und der 4. leichten Division zum XVIII. Gebirgs-Korps, das Teil der 14. Armee war. Sie bildete für kurze Zeit den äußerst rechten Flügel der Heeresgruppe Süd, zu der die 14. Armee gehörte, bevor in den nächsten Tagen östlich von ihr die 2. und die 1. Gebirgs-Division bereitgestellt wurden.:S. 14–15
Während die Einheiten der 3. Gebirgs-Division am 1. September die Tatra über den Huty-Pass überquerten und in Polen einmarschierten, war das Geb.Jg.Rgt. 139 der 4. leichten Division zugeteilt worden. Es sollte diese Division bei deren Vormarsch auf Krakau unterstützen. Da die zu Fuß marschierenden Gebirgs-Jäger aber das Tempo der schnelleren motorisierten Einheiten nicht lange mithalten konnten, wurde das Regiment am 5. September im Raum von Myślenice wieder der Division zugeführt.:S. 16
Nach einem kurzen Feuergefecht mit Grenztruppen marschierte die Division in den nächsten Tagen, ohne das Geb.Jg.Rgt. 139, von der polnischen Armee weitgehend unbehelligt über Habovka, Chocholow bis nach Rabka. Bei Nowy Targ und bei Mszana Dolna waren die Aufklärungs-Abteilung 112 und das Geb.Jg.Rgt. 138 in Kämpfe verwickelt, bei denen es am 3. September Verluste gab. Weitere Gefechte fanden einen Tag später bei Kasina Wielka statt. Danach zogen sich die polnischen Verbände vor den Gebirgsjägern meist zurück, so dass größere Kampfhandlungen ausblieben. Am 6. September wurde der Dunajec überschritten. Weitere Flussläufe auf dem weiteren Weg waren die Biala, Wisloka und die Wislok. Schließlich wurde am 12. September bei Sanok der San überquert und der Raum um Olszanica erreicht. Dort wurden Teile der Division auf LKW verladen, um zur 2. Gebirgs-Division abtransportiert zu werden, um diese bei ihrem Vorstoß auf Przemysl zu unterstützen. Einen Tag später wurde die Division angehalten und in den Raum Prešov zurückbeordert.:S. 16–19
Für die 3. Gebirgs-Division war somit der Überfall auf Polen beendet, nach dem Eintreffen im Versammlungsraum von Prešov erfolgte beginnend mit 18. September der Abtransport in den Westen.:S. 19
Eigenbeschuss, Freischärlerwahn und Plünderungen
Während in der Divisionsgeschichte (Paul Klatt: Die 3. Gebirgs-Division, 1939–1945) die Zeit der ersten Tage des Feldzuges als „ruhig, abgesehen von Plänkeleien und schwächerem feindlichen Widerstand“ beschrieben:S. 16 wurde, zeichnete die Auswertung von Feldpostbriefen und Erlebnisberichten von Divisionsangehörigen und Angehörigen der Korpstruppen des vorgesetzten XVIII. Gebirgs-Korps ein differenziertes Bild.
So herrschte in den ersten Tagen des Krieges unter den kriegsunerfahrenen deutschen Soldaten extreme Nervosität, die sich in Schießereien entlud, ohne dass es dafür einen konkreten Anlass gab.:60f
Verschärft wurde diese Stimmung dadurch, dass sich die polnische Armee im Bereich des XVIII. Gebirgs-Korps keiner offenen Feldschlacht stellte, sondern sich rasch nach Osten zurückzog. Nur gelegentlich feuerten Nachhuten oder einzelne polnische Soldatengruppen auf die vorrückenden deutschen Verbände. Für die deutschen Soldaten war diese Form der Kriegsführung nervenaufreibend und oft wurden ihre Ängste auf die polnischen Zivilisten projiziert, denen man unterstellte, dass sie als Freischärler aus dem Hinterhalt die deutschen Truppen bekämpften.:62 Die deutschen Soldaten reagierten dann oft spontan und liquidierten die vermeintlichen Schützen unter der Zivilbevölkerung, ohne vorher den Fall genau untersucht bzw. ihn an die vorgesetzten Dienststellen zur Untersuchung weitergeleitet zu haben. Die Anzahl der dabei getöteten Zivilisten ging, wie polnische Untersuchungen nach dem Krieg ergaben, in die Tausende.:54ff
Ein Offizier der Korps-Nachrichten-Abteilung 70, die zu den Korpstruppen des XVIII. Gebirgs-Korps gehörte, machte am 2. September die nachfolgenden Beobachtungen, als der Korpsstab einen Stellungswechsel von Jabłonka nach Rabka machte und dabei in der Vormarschraum der 3. Gebirgs-Division gelangte:

„Die Vormarschstraßen der Division sind deutlich zu erkennen. An endlosen Kolonnen und brennenden Häusern fahren wir vorüber, der Front zu..... Tote polnische Zivilisten liegen in den bizarrsten Verrenkungen im Acker neben der Straße. Spione und Heckenschützen. Alle sehen hin, bemerke ich, jedoch kaum einer verzieht das Gesicht. 'Krieg', denkt jeder.“

Polnische Untersuchungen nach dem Krieg ergaben, dass in den Ortschaften Klikuszowa und Niedźzwiedź, die beide südlich von Rabka liegen, nach dem Beschuss von deutschen Einheiten durch zurückgehende polnische Streitkräfte, jeweils mehrere Zivilisten von den deutschen Truppen getötet und Häuser angezündet wurden.:77f
Eine weitere Begleiterscheinung des deutschen Einmarsches war, dass deutsche Soldaten vermehrt begannen, Plünderungen in den besetzten Gebieten vorzunehmen. Auch vom Kriegsgericht der 3. Gebirgs-Division wurden mehrere Angehörige der Division zu mehrjährigen Haftstrafen wegen Diebstahl verurteilt.

#### Sicherungsdienst im Westen 1939/40
Die Division wurde zuerst in den Raum Bad Dürkheim verlegt und anschließend vom 1. bis zum 10. Oktober 1939 an der Lauter im Pfälzerwald in der Hauptkampflinie eingesetzt. Mitte Oktober 1939 verlegten die Einheiten in den Hunsrück und die Umgebung von Bernkastel. Ende Oktober 1939 erfolgte eine neuerliche Verlegung in die Voreifel und nach wenigen Tagen weiter in die Gegend von Cochem.:S. 20
Im Januar 1940 wurde dann in die Gegend von Karden – Moselkern – Hatzenport verlegt. Anfang März 1940 wurde die Division im Raum Döberitz zusammengezogen und für die Besetzung von Norwegen bereitgehalten.:S. 7

#### Unternehmen Weserübung und Besatzungszeit in Norwegen 1940/41

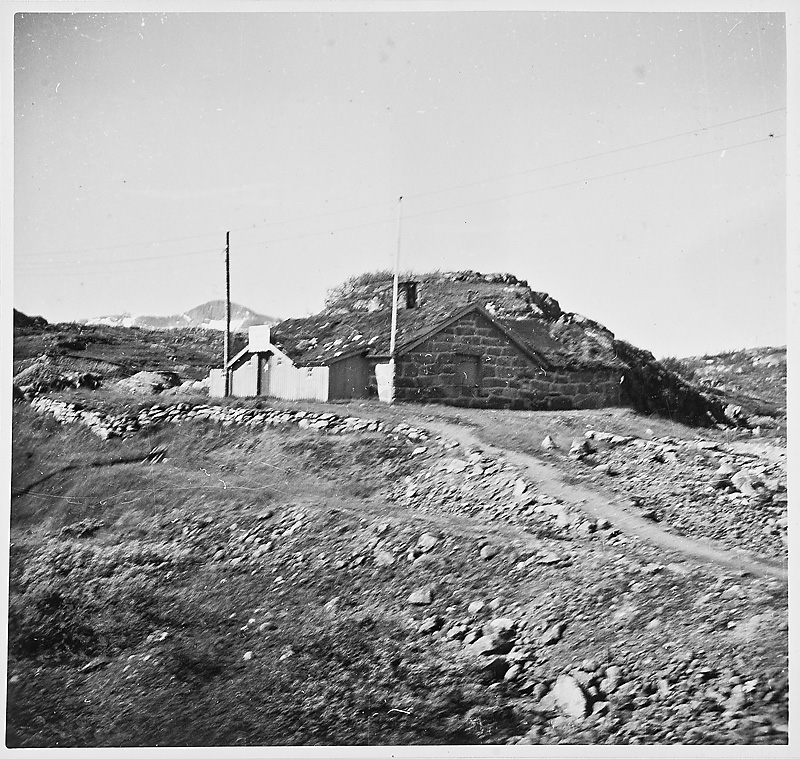
Gefechtsstand von General Dietl während der Kämpfe um Narvik

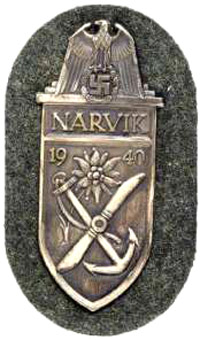
Narvikschild in Silber (Ausführung Wehrmacht/Luftwaffe)

Der 3. Gebirgs-Division wurde für die Besetzung Norwegens im Rahmen des Unternehmens Weserübung in mehrere Kampfgruppen aufgeteilt.:S. 14–16 Ein Teil des Geb.Jg.Rgt. 139 (ca. 2000 Mann der sogenannten S-Staffel) wurde von zehn Zerstörern nach Narvik transportiert und besetzte die Stadt in den Morgenstunden des 9. Aprils 1940.:S. 76 Nachdem britische Kriegsschiffe am 10. und am 13. April alle zehn deutschen Kriegsschiffe vernichtet hatten,:S. 77 wurden die überlebenden Matrosen infanteristisch gegen mehr als 20.000 alliierte Soldaten aus Großbritannien, Frankreich, Polen und Norwegen eingesetzt. Narvik wurde von der Wehrmacht am 24. April geräumt und die Kämpfe verlagerten sich daraufhin ins Hinterland der Stadt. Die strategische Wende trat mit der deutschen Offensive gegen Frankreich am 10. Mai ein, in deren Folge die Alliierten ab 24. Mai begannen, ihre in Nordnorwegen befindlichen Landungstruppen wieder einzuschiffen, um sie auf den Hauptkriegsschauplatz in Frankreich zu verlegen. Die deutschen Gebirgsjäger besetzten am 8. Juni erneut Narvik.:S. 97–108
Auch das Gebirgsjäger-Regiment 138 war für die Besetzung von Norwegen in mehrere Einsatzstaffeln aufgeteilt worden. Ziel des Regimentes war die Stadt Trondheim. Als Transporteinheiten dienten der Schwere Kreuzer Admiral Hipper sowie vier Zerstörer.:S. 18–19 Nachdem die Gebirgsjäger Küstenbefestigungen, die Stadt Trondheim, den Flughafen sowie einen Truppenübungsplatz besetzten,:S. 24–35 kam es auch hier zu Anlandungen britischer Truppen.:S. 43 Zusammen mit Einheiten der 2. Gebirgs-Division ging das Regiment daraufhin gegen die alliierten Truppen vor und zwang sie zum Rückzug. Einzelne Kompanien des Regimentes wurden danach als Verstärkung auf dem Luftweg nach Narvik verlegt,:S. 62 während andere Regimentsteile sowie größere Einheiten der 2. Gebirgs-Division auf dem Landweg in Marsch gesetzt wurden („Unternehmen Büffel“). Neben den britischen Kräften stellte vor allem die Natur dieses Vorhaben vor enorme Probleme.:S. 70–71 Nachdem die alliierten Truppen aufgrund der Entwicklung in Frankreich abgezogen worden waren, setzte eine kleine Gruppe Gebirgsjäger der 2. Gebirgs-Division symbolisch den Marsch fort und erreichte am 13. Juni 1940 Narvik auf dem Landweg.:S. 46
Die in Deutschland verbliebene A-Staffel (Trosse und Regimentseinheiten) des Geb.Jg.Rgt. 139 wurde für die Neuaufstellung des Geb.Jg.Rgt. 141 verwendet. Ab 1. Juni 1940 gehörte dieses Gebirgsjäger-Regiment zu der auf dem Truppenübungsplatz Heuberg in Aufstellung befindlichen 6. Gebirgs-Division. Als weitere Einheit trat die Aufklärungs-Abteilung 112 zur neuen Gebirgs-Division über.
Für die Division begann mit Einstellung der Kampfhandlungen gegen die Westalliierten eine Zeit der relativen Ruhe. Die Einheiten übernahmen nun die Aufgabe einer Besatzungstruppe.:S. 129–138 Im Laufe des Jahres 1941 wurden bis zum Juni die 3. Gebirgs-Division und die 2. GD nach Nordnorwegen in den Raum Kirkenes verlegt, um dort im Rahmen des XIX. Gebirgs-Korps (Gebirgskorps „Norwegen“) für den Krieg gegen die Sowjetunion bereitgestellt zu werden.:S. 140
In dieser Zeit der Ruhe wechselte auch zweimal die Führung der Division. Oberst Julius Ringel übernahm die 3. Gebirgs-Division am 14. Juni 1940 von Generalleutnant Eduard Dietl, der zum Kommandierenden General des Gebirgskorps Norwegen ernannt wurde. Am 23. Oktober gab Ringel die Divisionsführung an Generalmajor Hans Kreysing weiter, der sie in den nächsten drei Jahren führen sollte.
Vereinnahmung durch die nationalsozialistische Propaganda
Die Besonderheiten der Narvik-Operation, wie die exponierte Lage des Kriegsschauplatzes, der militärische Erfolg trotz ungünstiger Kräfteverhältnisse, aber auch die Zusammenarbeit von Gebirgsjägern, Kriegsmarine und Luftwaffe, führten rasch zu einer Vereinnahmung der Beteiligten durch die Nationalsozialistische Propaganda.:S. 120
Das Thema Narvik wurde 1940 im gesamten Reich von vielen Zeitungen behandelt. Dabei kam den „ostmärkischen Gebirgsjägern“ eine spezielle Rolle zu, die sich in Publikationen wie Ich bin stolz auf meine Gebirgsjäger (in Blickfang der Zeit am 1. November 1940) oder Gebirgsjäger überschritten den Polarkreis. Ostmärker in ihrem Element (in Deutsche Zeitung in Norwegen am 8. Juni 1940) niederschlugen. Damit konnte von der deutschen Presse auch das Argument der feindlichen Propaganda widerlegt werden, dass die Österreicher nur unter Zwang in der Wehrmacht kämpfen würden.:S. 120
In vielen Darstellungen, wie zum Beispiel Edelweiß, Anker und Propeller – Symbolische Einheit im Abwehrkampf von Narvik, wurde auch auf die Kooperation von Gebirgsjägern, Kriegsmarine und Luftwaffe eingegangen und damit gleichzeitig auf das Zusammenwirken der deutschen Stämme hingewiesen, wobei die Gebirgsjäger für die alpenländische Bevölkerung standen und die Kriegsmarine symbolisch für die Vertreter der norddeutschen Küstenbewohner.:S. 121
In diesem Licht ist auch die Stiftung des sogenannten Narvikschildes zu sehen, der die drei Wehrmachtteile in Form eines Edelweißes, eines Ankers und eines Propellers symbolisiert. 2338 Angehörige der 3. Gebirgs-Division erhielten diese Auszeichnung verliehen.
Dem Kommandeur der 3. Gebirgs-Division, Eduard Dietl, übergab Hitler den Narvikschild persönlich am 21. März 1941. Dietl wurde außerdem am 19. Juli 1940 als erstem Soldaten der Wehrmacht das Eichenlaub zum Ritterkreuz verliehen. Die erfolgreiche Narvik-Operation, aber auch seine Nähe zum Nationalsozialismus und seine Biographie machten ihn in weiterer Folge zu einem von Hitlers Lieblingsgenerälen, wobei der Diktator wohl weniger sein militärisches Können als vielmehr seine Popularität schätzte. Für die Propaganda, von der er in weiterer Folge auch vereinnahmt wurde, war er vor allem aufgrund seiner Volksnähe interessant.
Auswirkungen auf den Integrationsprozess der österreichischen Angehörigen der Wehrmacht
Für den Historiker Thomas Grischany stellte die Narvik-Operation den wichtigsten Meilenstein im Integrationsprozess der ehemals österreichischen Soldaten in die Wehrmacht dar. Dieser Prozess, der im Zuge des Anschlusses Österreichs im März 1938 begann, litt am Beginn an unterschiedlichen Sichtweisen, Traditionen und Mentalitäten von Deutschen und Österreichern.:S. 69 Als im Juni 1938 die Umschulungen der österreichischen Soldaten auf deutsche Ausbildungsprinzipien und Exerzierreglements begannen, traten einerseits Vorurteile wie Schlampigkeit, Unzuverlässigkeit und Ineffizienz, welche die dienstversetzten deutschen Ausbilder gegenüber ihren neuen Untergebenen hegten, zutage.:S. 77 Andererseits war die deutsche Ausbildung, die oft auf physische Erschöpfung setzte, für viele Österreicher ungewohnt, während sie von deutschen Rekruten eher hingenommen wurde.:S. 78 Daneben gab es aber eine Reihe von integrativen Faktoren, wie das gegenseitige Kennenlernen durch Stationierungen, Übungen oder Schulungen, der Glaube an eine gemeinsame Zukunft in einem großdeutschen Reich sowie ein gemeinsamer Revisionismus gegenüber den Entscheidungen der Siegermächte des Ersten Weltkrieges.:S. 88ff
Mit dem Beginn der Kampfhandlungen 1939 trat als weiterer wichtiger Faktor das gemeinsame Erleben von Ausnahmesituationen hinzu, die in den ersten Kriegsjahren durch die unter relativ geringen Verlusten erzielten Erfolge noch begünstigt wurden.:S. 116 Die Narvik-Operation stellte hier den absoluten Höhepunkt dar, weil sie, auch aufgrund der propagandistischen Präsenz dieses Themas, zu einer enormen Steigerung des Selbstbewusstseins österreichischer Soldaten in der Wehrmacht führte.:S. 69
Selbst österreichische Veteranen des Ersten Weltkrieges empfanden diese Militäroperation als späte Befriedigung, litt doch ihr Selbstwert während ihrer eigenen Dienstzeit oft unter der Geringschätzung des österreichischen Soldatentums durch die deutsche Armee, welche mit der Bezeichnung Kamerad Schnürschuh ihren Ausdruck fand.:S. 121–122

#### Der Angriff auf Murmansk 1941
Rahmenbedingungen und Planungen

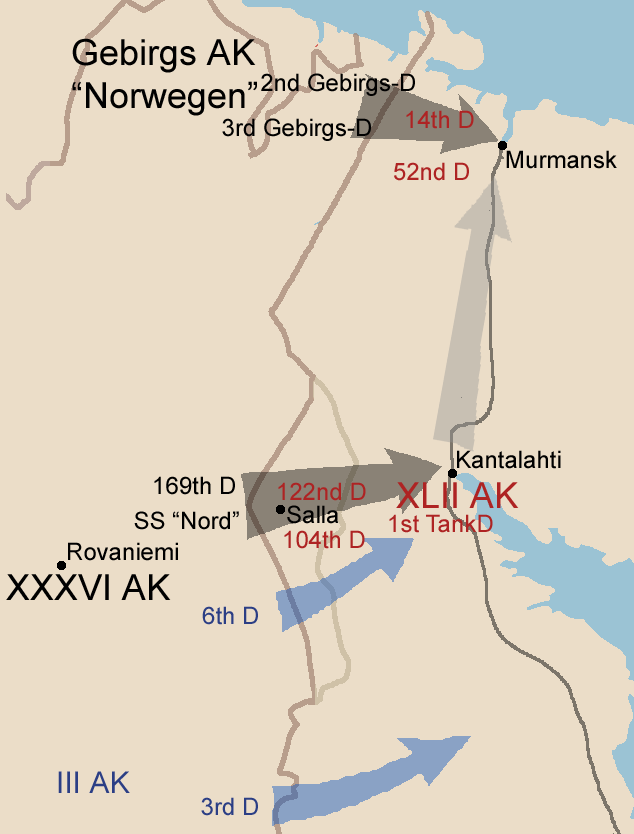
Der deutsche Plan für das Unternehmen Silberfuchs

Das aus der 2. und 3. Gebirgs-Division bestehende XIX. Gebirgs-Korps sollte im Zuge des Überfalls auf die Sowjetunion den sowjetischen Nachschubhafen von Murmansk besetzen. Diese Angriffsoperation war Teil des Unternehmens Silberfuchs bei dem ferner vorgesehen war, dass zwei weitere deutsche Divisionen rund 250 Kilometer weiter südlich bei Salla versuchen sollten, die von Murmansk nach Süden führende Eisenbahnlinie (Murmanbahn), über welche ein Teil der Nachschubgüter der Nordmeergeleitzüge ins Landesinnere transportiert wurden, zu unterbrechen.
Die Einheiten der 3. Gebirgs-Division wurden ab April 1941 unter dem Decknamen Wallfahrt nach Nordnorwegen an die finnische Grenze verlegt. In weiterer Folge hatten sie den Auftrag das finnische Gebiet südlich von Petsamo zu besetzen, in dem sich für die deutsche Kriegswirtschaft wichtige Nickelvorkommen befanden.:S. 123 Erst sieben Tage später sollte dann entsprechend der Planungen die finnisch-sowjetische Grenze überschritten werden.:143f
Somit entfiel für das XIX. Gebirgs-Korps im Gegensatz zu den anderen deutschen Divisionen an der Hauptfront das Überraschungsmoment. Die Rote Armee sollte dies in weiterer Folge zu nützen wissen und zusätzliche Truppenreserven aus Murmansk in die gefährdete Grenzregion verlegen können.
Ein weiteres Problem stellte das völlige Fehlen von Wegen im zukünftigen Operationsgebiet dar. In den ersten Tagen des Angriffes mussten daher auch zahlreiche Kampftruppen, bei der 3. Gebirgs-Jäger-Division zum Beispiel das komplette Gebirgs-Jäger-Regiment 139, für den Wegebau eingesetzt werden.:S. 71–73
In weiterer Folge wurden im Fronthinterland für das Anlegen von Nachschub- und Rückzugstraßen auch sogenannte Moorsoldaten aus den Emslandlagern sowie Arbeitssklaven aus Feldstraflagern der Wehrmacht eingesetzt. Wie polizeiliche Untersuchungen nach dem Zweiten Weltkrieg ergaben, standen 1942, die meisten Einheiten der 3. Gebirgs-Division befanden sich zu diesem Zeitpunkt schon in Deutschland, sadistische Behandlungen der Gefangenen durch Soldaten der Wehrmacht und willkürliche Erschießungen auf der Tagesordnung. Verantwortlich für diese Lager war der ehemalige Kommandeur der 3. Gebirgs-Division, Eduard Dietl, in dessen militärischen Zuständigkeitsbereich diese Einrichtungen fielen, die von Militärjuristen auch als Konzentrationslager der Wehrmacht eingeschätzt wurden. Wie Zeugenaussagen eines Überlebenden nach dem Krieg zutage förderten, kündigte Dietl Gefangenen eines Todesmarsches, den dann weniger als 10 Prozent der Betroffenen überlebten sollten, mit den Worten „Meine Herren, wer nicht mitkommt, fällt“ entsprechende Konsequenzen an.
Ausführung und Scheitern
Nachdem die letzten Einheiten der 3. Gebirgs-Division erst am 17. Juni ihren Versammlungsraum um die norwegische Stadt Kirkenes:137 erreicht hatten, überschritten die Truppen des XIX. Gebirgs-Korps am 22. Juni die norwegisch-finnische Grenze.:137 Während die 2. Gebirgs-Division das finnische Petsamo-Gebiet besetzte, stellte sich die 3. Gebirgs-Division ab 24. Juni im weiter südlich gelegenen Gebiet rund um Luostari für den Angriff bereit (Operation Rentier).:148–150
Am 29. Juni, also eine Woche nach Beginn der Kampfhandlungen gegen die Sowjetunion, setzten die ersten Teile des Gebirgsjäger-Regiments 138 über die Titowka, während im Hinterland das Gebirgspionier-Bataillon 83 und auch das Gebirgsjäger-Regiment 139 zum Straßenbau eingesetzt wurden. Bereits nach einigen Stunden stellte sich heraus, dass eine auf den Karten vermeintlich eingezeichnete Straße nicht existierte. Die 3. Gebirgs-Division wurde daraufhin angehalten und nun hinter dem rechten Flügel der 2. Gebirgs-Division in Richtung Liza-Fluss nachgezogen.:142
Die sowjetische 14. und 52. Schützen-Division, verstärkt durch Artillierieeinheiten, hatten sich in der Zwischenzeit entlang der Liza zur Verteidigung eingerichtet.:142 Auf deutscher Seite führten die Nachschubschwierigkeiten aufgrund der schwierigen Geländeverhältnisse dazu, dass einzelne Kompanien des Gebirgsjäger-Regiments 138 erst am 6. Juli die Liza überschreiten konnten. Die Rote Armee antwortete mit heftigen örtlichen Gegenangriffen und Anlandungen von Truppenkontingenten in der tiefen Flanke des XIX. Gebirgs-Armeekorps. Daraufhin wurden auf deutscher Seite die übergesetzten Truppenteile wieder auf das Westufer der Liza zurückbeordert.:143f
Am 13. und 14. Juli sollte die 2. Gebirgs-Division die Offensive wieder in Gang bringen, in deren Verband temporär das Gebirgsjäger-Regiment 139 kämpfte. Aber auch dieser Versuch scheiterte an den heftigen Gegenangriffen der sowjetischen Verteidiger. Lediglich ein kleiner Brückenkopf blieb nach dem Rückzug der deutschen Einheiten am 18. Juli östlich der Liza erhalten.:145
Nachdem ein Infanterieregiment und ein Regiment der Waffen-SS im Laufe des Augusts als Verstärkung den Kampfraum erreichten, unternahm das XIX. Gebirgs-Korps am 7. September den letzten Versuch doch noch vor Beginn des arktischen Winters den Durchbruch durch die sowjetischen Stellungen zu erreichen. Nach geringen Anfangserfolgen traten vor allem bei den neuen Verstärkungstruppen große Verluste auf, sodass nach neuerlich heftigen Gegenangriffen der Roten Armee alle Angriffsoperationen gestoppt werden mussten.:148–150
Daraufhin entschied Hitler höchstpersönlich, dass die Angriffsoperation auf Murmansk für dieses Jahr einzustellen sei und die Gebirgsjäger den bisher eroberten Raum zu verteidigten hätten. Der aus Griechenland in Anmarsch befindlichen 6. Gebirgs-Division fiel diese Aufgabe zu, während die beiden anderen Divisionen neu ausgerüstet wurden.:152
Folgen und Bewertung
Für den größten Teil der 3. Gebirgs-Division bedeutete die Ablösung das Ende der Kampfhandlungen auf diesem Kriegsschauplatz, denn die Division kehrte nach Deutschland zurück, wo sie teilweise neu aufgestellt wurde. Zuvor marschierten die Einheiten 700 Kilometer durch den arktischen Winter, um Mitte Dezember für den Transport nach Deutschland eingeschifft zu werden.:S. 94–96
Die 3. Gebirgs-Division verlor bei dieser Angriffsoperation, die praktisch bereits nach wenigen Tagen gescheitert war, rund 1000 Gefallene und 2600 Verwundete.:S. 91 Das XIX. Gebirgs-Korps war somit der erste deutsche Großverband im Deutsch-Sowjetischen Krieg, der seine strategischen Ziele aufgrund des Widerstandes der Roten Armee nicht erreichen konnte. Die Gründe dafür waren neben dem Abwehrerfolg der Sowjetarmee auch die extremen Geländeverhältnisse, die exponierte Lage des Kriegsschauplatzes und die daraus resultierenden Nachschubprobleme.
Während der Kämpfe an der Liza-Front braute sich innerhalb der deutschen Truppen einiger Unmut gegenüber der höheren deutschen Führung und auch gegen den Kommandierenden General des Gebirgs-Korps, Eduard Dietl, zusammen. Der Kommandeur des Gebirgs-Jäger-Regiments 139, Oberst Alois Windisch, lehnte sogar einen Angriffsbefehl als sinnlos ab und wurde daraufhin vom Kommandeur der 3. Gebirgs-Division, Generalleutnant Hans Kreysing, seines Postens enthoben.
Da sich die Kämpfe in einem Gebiet ereigneten, das weitgehend menschenleer war, gab es auf diesem Kriegsschauplatz keine Ausschreitungen gegenüber der Zivilbevölkerung, wie sie an der Hauptfront dieses Kriegs sehr häufig vorkamen.

#### Der Verbleib des Gebirgs-Jäger-Regiments 139
Als einzige Einheiten der 3. Gebirgs-Division verblieben das Gebirgs-Jäger-Regiment 139 und die I./Geb.Art.Reg. 112 auf dem Kriegsschauplatz. Zunächst der 6. Gebirgs-Division unterstellt, wurden beide Einheiten am 15. Januar 1942 Heerestruppe. Die Artillerieabteilung wurde in Gebirgs-Artillerie-Abteilung 124 umbenannt und blieb weiter beim Regiment. Am 5. Juni 1944 erfolgte die Umbenennung in Gebirgsjäger-Brigade 139; den Namen Generaloberst Dietl erhielt die Brigade 1945.
Die Truppe war der Divisionsgruppe „Kräutler“ unterstellt, welche auch den Namen 9. Gebirgs-Division (Nord) trug.

#### Neugliederung – Winter 1942
Auf dem Truppenübungsplatz Grafenwöhr erfolgte ab Januar 1942 die Auffrischung bzw. Umgliederung der Division.
- Gebirgs-Jäger-Regiment 138
- Gebirgs-Jäger-Regiment 144
- Gebirgs-Artillerie-Regiment 112
- Gebirgs-Panzerjäger-Abteilung 95
- Gebirgs-Pionier-Bataillon 83
- Gebirgs-Nachrichten-Abteilung 68
- Aufklärungsschwadron 83
- Divisionsnachschubtruppen 68

Das Geb.Jg.Rgt. 144 entstand aus Abgaben der beiden Gebirgsjäger-Regimenter der 5. Gebirgs-Division. Bei der Aufklärungsschwadron 83, die im Jahr 1944 zur Aufklärungs-Abteilung 83 erweitert wurde, gibt es in der Literatur unterschiedliche Angaben, ab wann sie der Division zugeteilt worden ist. Im Februar tauschten die 3. Gebirgs-Division und die 5. Gebirgs-Division ihre Panzerjäger-Abteilungen.:S. 96
In der Literatur wird auch das Radfahr-Bataillon 68 erwähnt, das als Ersatz für die Abgabe der Aufklärungsabteilung 122 an die 6. Gebirgs-Division 1940 in Norwegen aufgestellt wurde. Sie wurde zwar der 3. Gebirgs-Division zugeordnet, blieb aber stets selbständig. Das Bataillon sollte in der weiteren Folge zur 5. Gebirgs-Division treten, es verblieb aber dann doch in Lappland und wurde letztendlich der 6. Gebirgs-Division unterstellt.
Als Ersatz für das Radfahr-Bataillon 68 erhielt die Division von der 5. Gebirgs-Division die Radfahr-Abteilung 95, die aber auch in Norwegen verblieb und somit keine Verstärkung für die 3. Gebirgs-Division darstellte.

#### Neuerlich Besatzungstruppe in Norwegen – Sommer 1942
Nach erfolgter Auffrischung erfolgte im April 1942 die Verschiffung der Division nach Kristiansand. Die Einheiten verlegten in den Raum Lillehammer–Hamar–Elverum, wo sie bis August 1942 als Besatzungstruppe verblieben.:S. 97

#### Einsätze bei der Heeresgruppe Nord – Herbst 1942

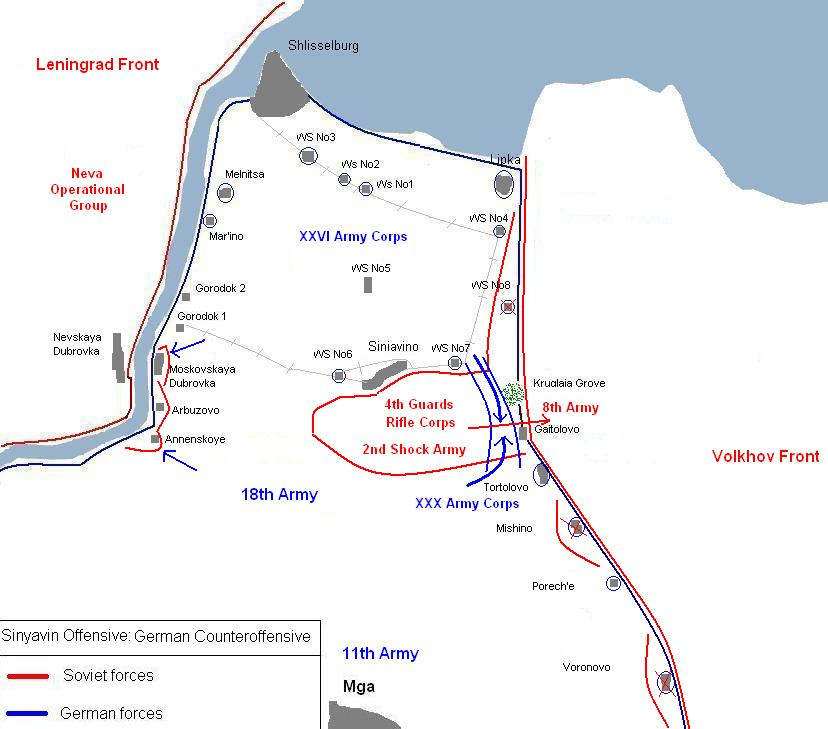
Übersichtskarte über die 1. Ladoga-Schlacht

Im August 1942 wurde die Division auf dem Seeweg in den Bereich der Heeresgruppe Nord nach Hangö verlegt, jenen finnischen Hafen, der nach dem Winterkrieg 1939/40 an die Sowjetunion verpachtet werden musste. Die Einheiten der 3. Gebirgs-Division marschierten von dort in die Gegend von Mga bei Leningrad, um der von der Heeresgruppe Süd herantransportierten 11. Armee unterstellt zu werden.:S. 97–98
Diese deutsche Armee war unter ihrem Oberbefehlshaber Generalfeldmarschall Erich von Manstein nach der siegreichen Schlacht um Sewastopol zusammen mit zwei ihrer Armeekorps (XXX. und LIV.) und vier ihrer Infanterie-Divisionen (24., 28., 132. und 170., die zusätzlich noch vorgesehene 72. wurde auf dem Transport zur Heeresgruppe Mitte umgeleitet) zur Heeresgruppe Nord verlegt worden. Dort sollte Mansteins Armee in das Unternehmen Nordlicht entscheidend zur endgültigen Eroberung Leningrads beitragen. Dieser Plan wurde aber durch eine am 19. August beginnende und sich am 27. August weiter verstärkende sowjetische Großoffensive, aus der sich die 1. Ladoga-Schlacht entwickelte, vereitelt.
Ab 5. September erreichte die Division in den Wäldern von Osnakowno das Frontgebiet der 11. Armee und erst ab 28. September wurden die Einheiten der 3. Gebirgs-Division in das Kampfgeschehen verwickelt. Die beiden Gebirgsjäger-Regimenter führten dabei im Zuge der Kampfhandlungen den Hauptschlag gegen durchgebrochene und eingeschlossene sowjetische Einheiten bei Gaitolowo. In schweren Kämpfen konnten diese gegnerischen Verbände bis zum 1. Oktober 1942 vernichtet und 2500 Gefangene eingebracht werden. Die Rote Armee hatte außerdem noch etwa 4000 gefallene Rotarmisten zu beklagen.:S. 100–105 Danach versammelte sich die Division wieder im Raum Mga, um dort kurz aufgefrischt zu werden.:S. 106

#### Einsatz des Geb.Jg.Rgt. 138 bei Welikije Luki

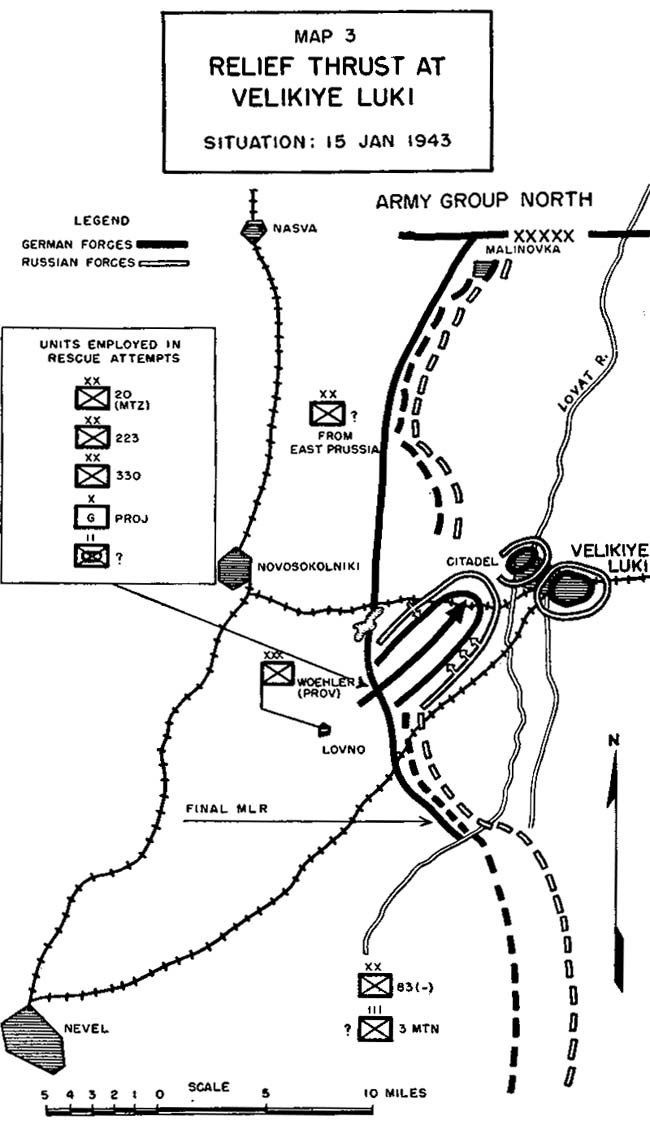
Schlacht um Welikije Luki, deutscher Entsatzversuch

Die 3. Gebirgs-Division wurde Mitte Oktober in den Raum Welikije Luki transportiert, an die Nahtstelle zwischen den Heeresgruppen Nord und Mitte.:S. 106 Als man einen Monat später begann die Division wieder in Transportzüge zu verladen, um sie in Richtung Kaukasus zu verfrachten, entwickelte sich ab 24. November die Schlacht um Welikije Luki. Dabei gelang es den sowjetischen Truppen, etwa 7000 Mann in der Stadt einzuschließen, die in der Masse zum Grenadier-Regiment 277 der 83. Infanterie-Division gehörten. Die sowjetischen Armeen drangen weit ins Hinterland vor, bevor auf deutscher Seite Gegenmaßnahmen eingeleitet werden konnten.:S. 109–110
Während sich bereits mehr als die Hälfte der 3. Gebirgs-Division auf der Fahrt nach Süden befand, wurde die Verladung der restlichen Einheiten (Geb.Jg.Rgt. 138 sowie Masse des Artillerie-Regiments und des Pionier-Bataillons) aufgrund der Lageentwicklung gestoppt:S. 109 und den deutschen Truppen zugeführt, welche den sowjetischen Einbruch bereinigen sollten. Zuerst wurden die Gebirgsjäger im Raum Nowosokolniki gegen die durchgebrochenen Sowjeteinheiten eingesetzt. Bei Tschernosjem gelang es den 138ern den Einbruchsraum einzudämmen und von dort aus in weiterer Folge auf Jeschwitzy in den Durchbruchsraum hinein vorzustoßen sowie am 26. November die Dörfer Mischutkinio und Waraksino zu nehmen.:S. 111–114 In den anschließenden Kämpfen wurde das Regiment seinerseits durch sowjetische Truppen eingeschlossen und dabei fast aufgerieben. Nur Reste konnten sich Ende November zu den neuen deutschen Linien zurückschlagen.:S. 114–125 Das Regiment und die unterstellten Divisionseinheiten hatten bei diesen Kämpfen mit mehr als 826 Gefallenen, 2436 Verwundeten und 105 Vermissten furchtbare Verluste erlitten.:S. 114–118

#### Einsatz des Geb.Jg.Rgt. 144 bei Millerowo

Operation Uranus – die Einschließung der 6. Armee in Stalingrad

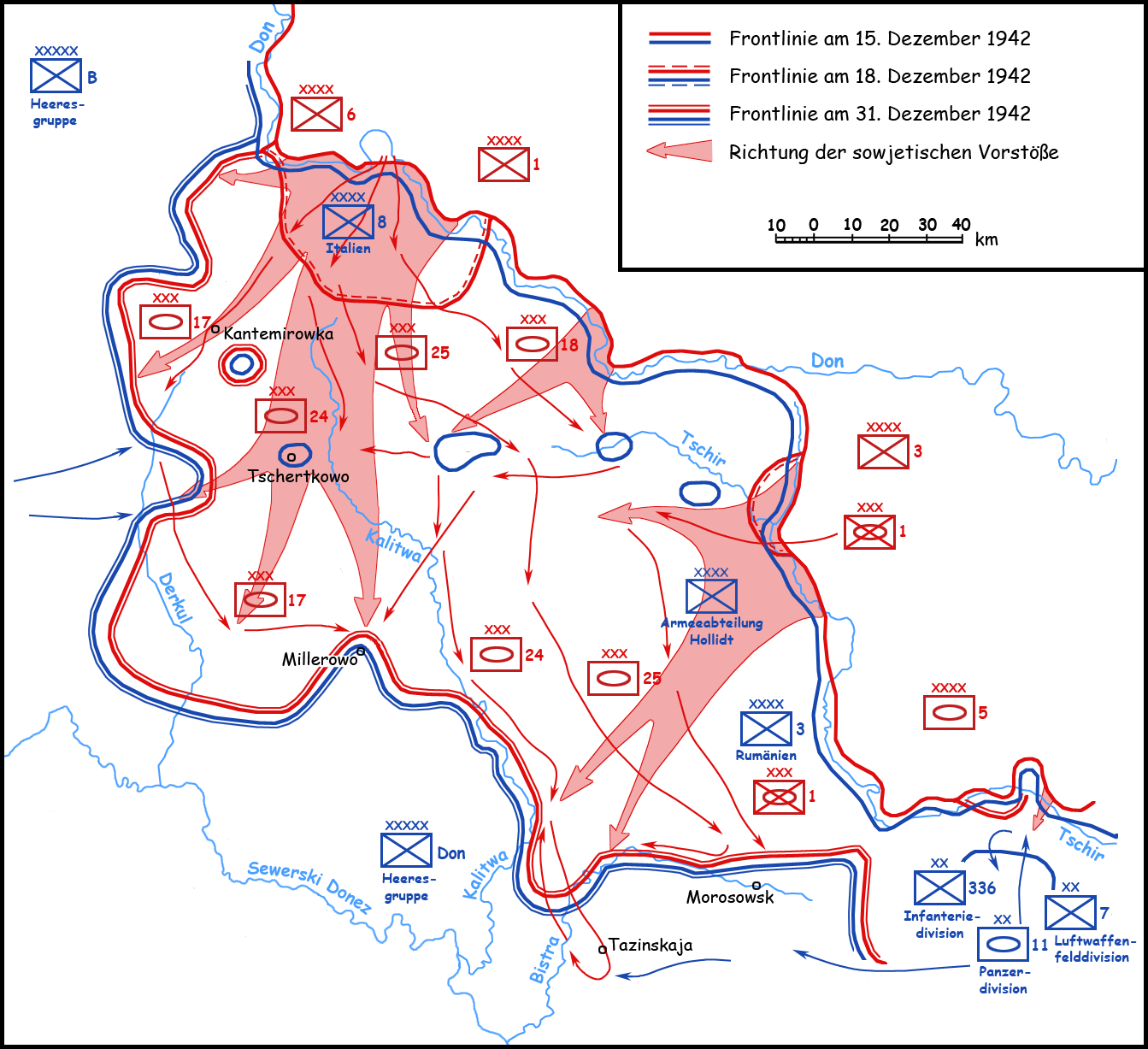
Mittlere Don-Operation

Während das Geb.Jg.Rgt. 138 an der Nahtstelle zwischen den Heeresgruppen Nord und Mitte kämpfte, befanden sich die restlichen Einheiten der 3. Gebirgs-Division rund um das Gebirgs-Jäger-Regiment 144 auf dem Bahntransport zur Heeresgruppe A in Richtung Kaukasus, bis schließlich am 21. Dezember alle Transportzüge gestoppt und in Richtung Millerowo umgeleitet wurden.:S. 150–151
Der Grund für den Abbruch dieser Transportbewegung war die am 16. Dezember gestartete Mittlere Don-Operation („Operation Saturn“) der Roten Armee gegen die italienische 8. Armee und die Armeeabteilung Hollidt. Mit dieser Offensive wollte die Sowjetarmee den kompletten Südflügel (1. Panzerarmee, 4. Panzerarmee und 17. Armee) der deutschen Ostfront zum Einsturz bringen, nachdem sie am 22. November im Zuge der Operation Uranus die deutsche 6. Armee bei Stalingrad eingekesselt hatte. Auf deutscher Seite war als unmittelbare Konsequenz der Kesselbildung bei Stalingrad der Stab der 11. Armee unter Generalfeldmarschall Manstein zum Heeresgruppenstab Don umgebildet und in das Hinterland von Stalingrad verlegt worden.
Mit der Operation Saturn beabsichtigte die Rote Armee das weiträumige Hinterland der deutschen Südfront zu erobern, um alle Entsatzbemühungen für den Kessel von Stalingrad unmöglich zu machen. Dabei wurde die italienische 8. Armee, welche im Sommer 1942 in die sich aufgrund der Offensive in Richtung Stalingrad und Kaukasus immer mehr verlängerte Front der Heeresgruppe Süd als Sicherungstruppe eingeschoben worden war, vollkommen vernichtet. Im Hinterland der italienischen Armee befand sich die Stadt Millerowo, die zu dieser Zeit große Verpflegungs- und Treibstofflager der Wehrmacht sowie einen Flugplatz der Luftwaffe beherbergte.
Die Stadt war am 16. Juli von Einheiten der 23. Panzer-Division und der 71. Infanterie-Division beim Vormarsch in Richtung Stalingrad bzw. Kaukasus erobert worden:119ff und danach nicht nur zu einem wichtigen Logistikzentrum, sondern für einige Zeit auch zum Standort für das Kriegsgefangenenlager Dulag 125 ausgebaut worden. In diesem Durchgangslager, das sich während der Sommermonate in einer Bodensenke („Millerowskaja-Grube“):126ff außerhalb der Stadt befand, waren unter primitivsten Bedingungen mehrere Zehntausende sowjetische Kriegsgefangene untergebracht.
Die ersten Einheiten der 3. Gebirgs-Division erreichten am 18. Dezember Millerowo und richteten sich zur Rundumverteidigung ein. Am 23. Dezember gab es im Umfeld erste Gefechte mit den heranrückenden Panzerspitzen der Roten Armee.:S. 132–134 Am 24. Dezember scheiterte der Versuch der Sowjetarmee in die Stadt von Nordosten her mit Panzern vorzudringen. In den nächsten drei Wochen wurden das Geb.Jg.Rgt. 144 sowie Splitterverbände anderer Wehrmachteinheiten von Einheiten des sowjetischen XVII. und XVIII. Panzerkorps sowie der 38., 44. und 58. Garde-Schützen-Division in der Stadt eingeschlossen. Trotz materieller Überlegenheit gelang es den Eliteverbänden der Roten Armee nicht die Stadt einzunehmen.:S. 135–144 Zur Überraschung der eingeschlossenen deutschen Einheiten erhielten sie am 14. Jänner den Befehl zum Ausbruch aus dem Kessel in Richtung Donez. Dieser begann am Abend des nächsten Tages und nachdem große Teile der Stadt bereits durch die vorangegangenen Kämpfe zerstört worden waren, erfolgte im Zuge des Ausbruches die Sprengung weiterer Objekte entsprechend der Kriegstatik der Verbrannten Erde durch die deutschen Truppen.
In den nächsten drei Tagen kämpfte sich das Regiment mit seinen unterstellten Einheiten etwa 100 Kilometer in südwestlicher Richtung zum Donez in den Raum Woroschilowgrad zurück. Die Rote Armee versucht durch Flankenangriffe und Sperren den deutschen Rückzug zu verhindern, doch den deutschen Truppen gelang es zweimal Sperren der Sowjetarmee zu durchbrechen und nach drei verlustreichen Tagen die improvisierte Front am Donez zu erreichen.:S. 146–150

#### Kampf in der Mius-Stellung
Konsolidierung der deutschen Südfront am Mius

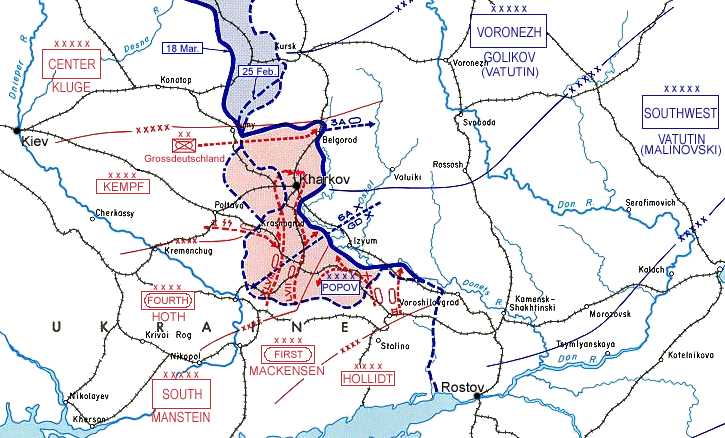
Situation im Westen von Woroschilowgrad

Nachdem die 3. Gebirgs-Division aus dem Kessel von Millerowo ausgebrochen und sich in Richtung Woroschilowgrad durchgeschlagen hatte, verteidigte sie hier bis Ende Jänner ihre Position, ohne dabei Anschluss an eine Front in westlicher Richtung zu haben. Im Südosten hatte sie hingegen Verbindung zur schwer angeschlagenen 304. Infanterie-Division. Diese Division war eine von mehreren hastig an die Ostfront geworfenen Einheiten, die zuvor im Westen als Besatzungstruppen gedient hatten. Diese Infanterie-Divisionen waren aufgrund der fehlenden Erfahrungen mit den Verhältnissen in der Sowjetunion total überfordert und erlitten oft in den ersten Kämpfen gegen die Rote Armee schwere Verluste.:8
Zwischen Slowjansk, etwa 150 Kilometer von Woroschilowgrad gelegen, und Charkiw klaffte ein 200 Kilometer großes Loch in der deutschen Front, das durch die Erfolge der Roten Armee gegen die ungarische 2. Armee und die italienische 8. Armee entstanden war. Die Sowjetarmee versuchte diesen Umstand zu nutzen und schickte mobile Verbände, wie die Panzergruppe des Generals Markian Popow, in das Hinterland der deutschen Einheiten, um erneut zu versuchen, die exponiert weit im Osten stehenden deutschen Einheiten einzukesseln. Aber so wie Hitler im Jahr 1942 die Kräfte der Heeresgruppe Süd überfordert und überschätzt hatte, so geschah dies nun auch auf sowjetischer Seite. Ohne ausreichende Versorgung mit Treibstoff und Munition strandeten Teile dieser vorgeprellten Einheiten im deutschen Fronthinterland. Im Laufe des Februars wurden sie dann nach und nach von dem bei Charkiw versammelten SS-Panzerkorps und der aus dem Kaukasus zurückbeorderten 1. Panzerarmee zerschlagen. Durch diese und weitere Operationen gelang es der Wehrmacht wieder, westlich der 3. Gebirgs-Division eine geschlossene Front zu bilden, die in ihrem Verlauf an den Donez angelehnt war.:1–6
Südöstlich der 3. Gebirgs-Division waren die dort eingesetzten Einheiten zur Armeeabteilung Hollidt zusammengefasst worden. Nach hartnäckigen Verhandlungen erlaubte Hitler schließlich am 6. Februar die Zurücknahme dieser Verbände an den Mius, der bereits im Winter 1941/42 nach der Schlacht um Rostow als deutsche Defensivstellung gedient hatte. Der Rückzug der Armeeabteilung Hollidt begann am 8. Februar und war am 17. Februar abgeschlossen. Die Rote Armee stieß mit motorisierten Verbänden sofort nach und dem IV. Garde-Mech-Korps gelang es bereits am 18. Februar bei Matveev Kurgan, etwa 110 Kilometer südwestlich von Woroschilowgrad gelegen, den Fluss zu überwinden und rund 30 Kilometer ins deutsche Hinterland vorzudringen. Die mangelnde Versorgung aber auch das schlechte Wetter begünstigten auch hier den deutschen Gegenschlag, der durch die beiden einzigen in diesem Bereich der Ostfront verfügbaren deutschen motorisierten Divisionen, der 23. Panzer-Division und der 16. Panzergrenadier-Division, geführt wurde. Durch die Zerschlagung der sowjetischen Verbände gelang es der deutschen Wehrmacht, die Mius-Front in diesem Abschnitt zu stabilisieren.:248–258
Auch südlich der 3. Gebirgs-Division war es mit dem VII. Garde-Kavallerie-Korps einem größeren sowjetischen Verband gelungen nach Westen durchzubrechen. Nachdem das Korps isoliert worden war, versuchte es am 24. Februar zu den sowjetischen Linien im Osten durchzustoßen. Dabei wurde es von einem der Gebirgs-Division unterstellten Bataillon Fallschirmjäger zerschlagen.:S. 154
Nachdem sich die Front entlang des Mius, auch begünstigt durch das Einsetzen der Rasputiza, stabilisiert hatte, begann sowohl für die deutschen als auch für die sowjetischen Verbände eine Zeit der relativen Ruhe. Diese wurde auf beiden Seiten dazu genutzt, um die Verbände zu ordnen und Fehlstellen mit Ersatzmannschaften zu füllen. Während sich die Rote Armee massiv mit frischen Truppenkontingenten verstärkte, erhielt die 3. Gebirgs-Division durch die Zuführung der bei Welikije Luki eingesetzten Einheiten eine wesentliche Erhöhung der Kampfkraft. Zwischen 15. und 28. März erfolgte vom Mittelabschnitt der Ostfront der Antransport des Gebirgs-Jäger-Regiments 138, des Gebirgs-Pionier-Bataillons 83, der Panzer-Jäger-Abteilung 48 sowie großer Teile des Gebirgs-Jäger-Artillerie-Regiments 112 mit mehr als 40 Transportzügen.:S. 155
Die 3. Gebirgs-Division gehörte während der Kämpfe im Frühjahr 1943 dem IV. Armeekorps an. Sie galt als die kampfkräftigste Division der am 6. März 1943 zur neuen 6. Armee unbenannten Armeeabteilung Hollidt, während ihre Nachbarn, westlich die 335. Infanterie-Division und südöstlich die 304. Infanterie-Division, in den Winterkämpfen große Verluste aufgrund ihrer Unerfahrenheit mit dem sowjetischen Kriegsschauplatz hatten hinnehmen müssen. Im Süden schloss das XVII. Armeekorps mit den Infanterie-Divisionen 302, 306 und 294 an. Am weitesten südlich folgte dann das XXIX. Armeekorps mit der 336., 17. und 111. Infanterie-Division sowie der 15. Luftwaffen-Felddivision. Die einzige Reserve bildete die 16. Panzergrenadier-Division, welche als einzige Einheit der 6. Armee Panzer besaß.:8–11 Der Gegner dieser deutschen Verbände war die Südfront unter dem Kommando von Fjodor Tolbuchin.
Donez-Mius-Offensive

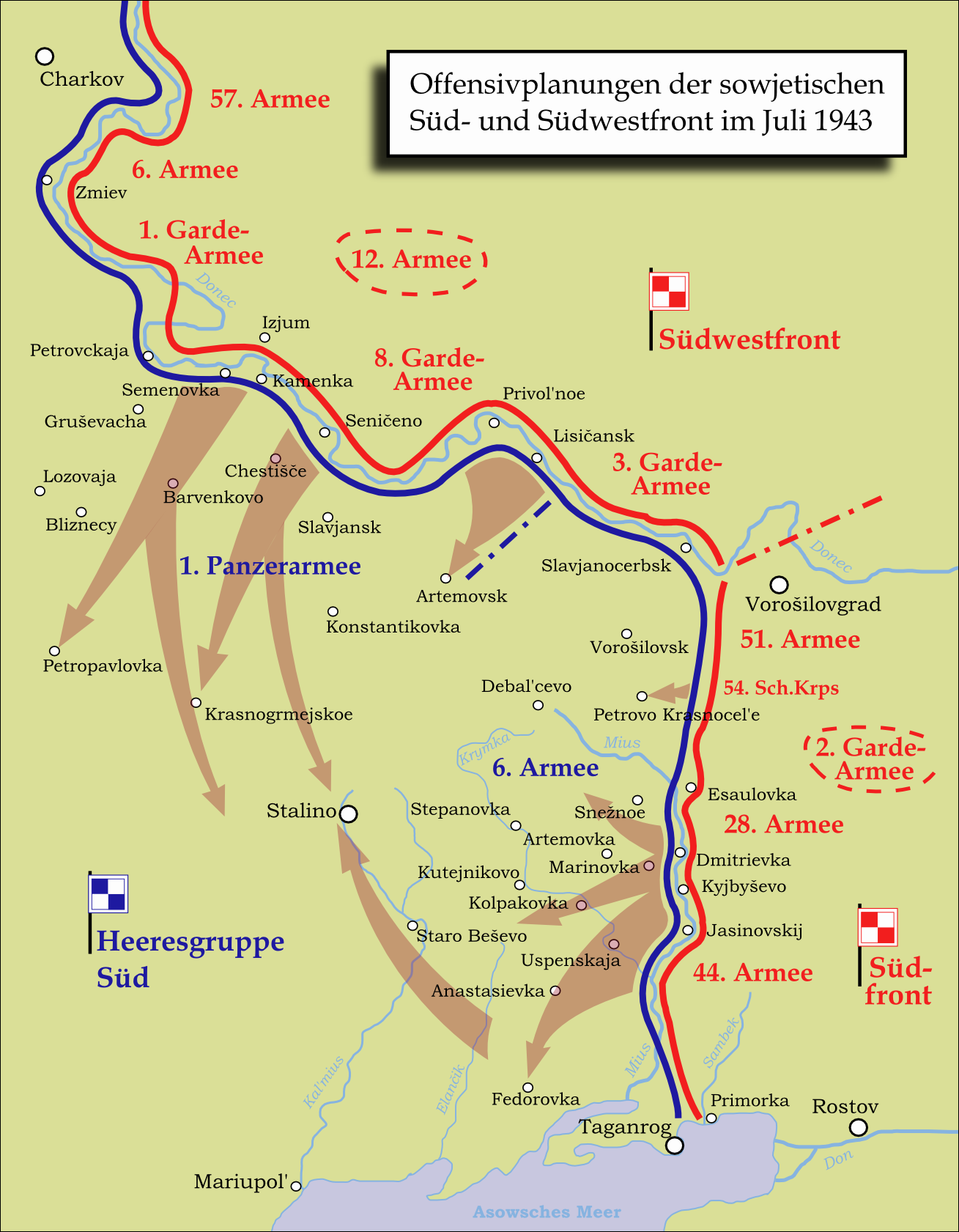
Offensivplanungen der Süd- und Südwestfront für die Donez-Mius-Offensive im Juli 1943

Am 5. Juli begann bei Kursk mit dem Unternehmen Zitadelle die letzte große deutsche Offensivaktion im deutsch-sowjetischen Krieg. Um die sowjetischen Verbände im Kursker Bogen zu entlasten und die deutschen Eingreifreserven aus diesem Frontabschnitt wegzulocken, befahl das sowjetische Oberkommando die Durchführung der Donez-Mius-Offensive. Entgegen der üblichen sowjetischen Militärdoktrin wurden die Vorbereitungen für diese Offensive nicht getarnt, sondern möglichst auffällig durchgeführt, um deutsche Gegenmaßnahmen wie das Verschieben der mobilen Reserven zu provozieren. So war es der deutschen Funkaufklärung bald gelungen den Schwerpunkt des Aufmarsches der sowjetischen Truppen vor dem XVII. Armeekorps zu identifizieren.:19ff
Um die deutsche Abwehr zu zersplittern führte die sowjetische Südfront eine Reihe von Ablenkungsangriffen durch, wobei sie bedacht war, Angriffe stets an Nahtstellen zwischen zwei Divisionen oder zweier Armeekorps durchzuführen. Zusätzlich gab es an mehreren Stellen der Front Angriffe in Regimentsstärke um die deutschen Verteidiger zu verwirren.:97
Den Hauptschlag sollten die 5. Stoßarmee und die 2. Gardearmee bei Kuibyschewo im Bereich des XVII. Armeekorps an der Grenze zwischen der 302. und 294. Infanterie-Division führen. Vorgestaffelt begannen am 17. Juli neben den verschiedenen regimentsstarken Angriffen zwei größere Ablenkungsangriffe an den Grenzen des XVII. Armeekorps. Im Norden an der Nahtstelle zum IV. Armeekorps griffen drei Schützen-Divisionen und eine Panzerbrigade an. Im Süden an der Schnittstelle zum XXIX. Armeekorps bot die Südfront sogar sieben Schützen-Divisionen auf. Während die regimentsstarken Angriffe kein großes Problem für die deutsche Abwehr darstellten, gelangen den sowjetischen Verbänden an den Grenzen des XVII. Armeekorps tiefe Einbrüche. Die 6. Armee war aber auf diese Situation vorbereitet und konnte diese Krisen jeweils innerhalb der Korpsgrenzen mit dem Einsatz von lokalen Reserven lösen.:97–99
Die Verteidigungsstellung der 3. Gebirgs-Division wurde am 17. Juli von Teilen der sowjetischen 91. Schützen-Division sowie von vier Kompanien Strafgefangenen angegriffen. Diese wurden von Sperrtrupps des Innenministeriums der UdSSR gezwungen, die deutschen Stellungen zu stürmen und den Angriff solange zu wiederholen bis niemand mehr von ihnen lebte. Nach Abwehr des Angriffes zählten die deutschen Einheiten mindestens 800 tote Sowjetsoldaten vor den eigenen Stellungen, nur 25 Soldaten gingen in Kriegsgefangenschaft.:S. 161 Noch im Laufe das Tages erhielt die Division den Befehl ihre Eingreifreserven nach Süden zur 304. Infanterie-Division in Marsch zu setzen, wo der Roten Armee an der Grenze zum XVII. Armeekorps ein tiefer Einbruch in die deutsche Front gelungen war. Je ein Bataillon der beiden Gebirgs-Jäger-Regimenter, die Aufklärungsabteilung, eine Abteilung des Gebirgs-Artillerie-Regimentes sowie weitere Unterstützungstruppen beteiligten sich in den nächsten fünf Tagen bei der Bereinigung des sowjetischen Einbruches in der sogenannten Redkina-Schlucht.:96–98 In sehr verlustreichen Kämpfen, bei denen die Rote Armee im Bereich der eingesetzten Gebirgs-Jäger-Einheiten etwa 2000 Tote verlor, betrugen auch die Verluste der Gebirgs-Jäger mit 650 Mann so viel wie die Ausfälle der gesamten Division in den letzten vier Monaten.:S. 162–165
Da die deutsche Funkaufklärung den Schwerpunkt des sowjetischen Aufmarsches bei Kuibyschewo eindeutig identifiziert hatte, wurde vorsorglich die 23. Panzer-Division aus dem Bereich der 1. Panzerarmee herangeholt. Die Rote Armee führte diesen Hauptschlag aber mit weit überlegenen Kräften, sodass weder die 23. Panzer-Division noch die 16. Panzergrenadier-Division in der Lage waren, den tiefen Einbruch in der deutschen Front bereinigen, der sich bald nach Angriffsbeginn gebildet hatte. Die deutschen Truppen mussten daher erst auf die Ankunft des II. SS-Panzerkorps warten, bevor man Ende Juli wieder in die Offensive übergehen konnte. Bis zum 2. August gelang es den Einheiten der Wehrmacht und der Waffen-SS nach für beide Seiten sehr verlustreichen Kämpfen die Rote Armee wieder über den Mius zu drängen bzw. größere Truppenkontingente auf der Westseite des Flusses zu zerschlagen. Auch die 3. Gebirgs-Division musste dazu zwei Einheiten abstellen. Das Feldersatz-Bataillon kämpfte dabei im Rahmen eines Verbandes von Alarmeinheiten des XVII. Armeekorps im nördlichen Bereich des Einbruchsraumes. Das III. Bataillon des Gebirgs-Jäger-Regiments 138, das zuvor bereits in der Redkina-Schlucht große Verluste erlitten hatte, wurde anschließend ebenfalls im Kampfraum Kuibyschewo im Rahmen der 16. Panzergrenadier-Division eingesetzt. Bei seiner Rückkehr am 17. August zur Stammdivision war nur mehr ein Sechstel der Männer am Leben bzw. noch unverwundet, die am 17. Juli alarmiert worden waren.:S. 165
In der zweiwöchigen Schlacht konnte die 6. Armee 18.000 Kriegsgefangene einbringen und den Einheiten der Roten Armee Verluste an Toten beibringen, die ein Mehrfaches dieser Zahl ausmachten. Strategisch hatte die Südfront aber ihre Ziele erreicht. Sie konnte nicht nur das II. SS-Panzerkorps aus dem Raum um Charkiw weglocken, wo es dann in der Anfangsphase der Belgorod-Charkower Operation fehlte, sondern ihm auch Verluste von über 2.500 Mann zufügen. Die 6. Armee selbst verlor etwa 21.000 Mann, deren Verlust umso schwerer wog, weil die deutschen Infanterie-Divisionen in diesem Abschnitt der Ostfront ohnehin schon sehr geschwächt waren.:325–327
Beginn der Donezbecken-Operation
Nach dem Abschluss der Donez-Mius-Operation wurde der 6. Armee nicht nur das dringend im Raum Charkiw benötigte II. SS-Panzerkorps sofort entzogen,:332 sondern auch die beiden anderen motorisierten Einheiten, die 23. Panzer-Division und die 16. Panzergrenadier-Division, mussten an die westlich anschließende 1. Panzerarmee abgegeben werden, um die am 13. August von der Südwestfront begonnene Donezbecken-Operation abzuwehren.:333

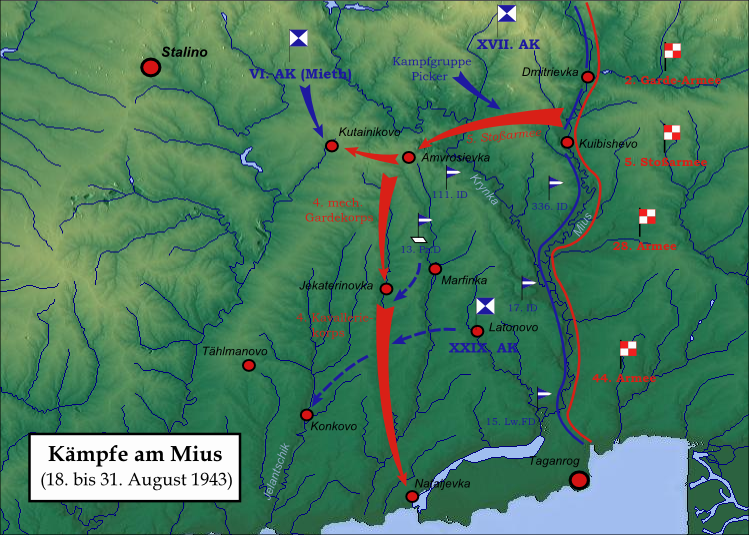
Verlauf der Operationen bis Ende August 1943

Während die Verluste der 6. Armee bis auf wenige Ausnahmen nicht ersetzt und ihr obendrein noch alle motorisierten Einheiten weggenommen wurden, erfolgte auf sowjetischer Seite die weitgehende Auffüllung der dezimierten Verbände der Südfront innerhalb von nur zweier Wochen. Anders als Mitte Juli wurde dieses Mal alles unternommen, um den Aufmarsch dieser neuen Kräfte zu verschleiern. So tappte die 6. Armee weitgehend im Dunklen als die Südfront am 18. August neuerlich im Bereich der in den vorgegangenen Kämpfen geschwächten 294. Infanterie-Division mit überlegenen Kräften in die Offensive überging und bereits im ersten Anlauf einen zehn Kilometer tiefen Einbruch erzielte.:445f
Die Armeeführung versuchte nun die letzten Reserven zu mobilisieren, um diese unter der Führung des neuen Kommandeurs der 3. Gebirgs-Division, Generalmajor Egbert Picker, von Norden her gegen die sowjetische Einbruchstelle anzusetzen. Die Kräfte, die ihm zur Verfügung waren, waren mit fünf Bataillonen, sechs Batterien, einer Sturmgeschütz-Batterie und zwei Panzerjäger-Kompanien nur unzulänglich, wobei 2000 Mann von der 3. Gebirgs-Division stammten.:445f Dieser improvisierten Kampfgruppe gelang es am 20. August zwar 43 sowjetische Panzer abzuschießen und die Frontlücke beinahe zu schließen, aber am nächsten Tag machte das bereits durchgebrochene sowjetische IV. Garde-mech-Korps kehrt und griff die Kampfgruppe in ihrem Rücken an. Die Rote Armee verlor dabei zwar neuerlich mehr als 40 Panzer, der deutsche Versuch die Frontlücke zu schließen war damit aber gescheitert. In den folgenden Tagen geriet die Kampfgruppe Picker in den Sog des deutschen Rückzuges und wurde dabei fast vollständig aufgerieben. Von den 2000 am 18. August angetretenen Gebirgsjägern kehrten im September weniger als 200 wieder zur Division zurück.:S. 366–369:S. 168–172
Nach der Abwehr des Gegenangriffes der Kampfgruppe Picker gelang es den sowjetischen Verbänden die Frontlücke bis auf neun Kilometer zu verbreitern. Die Einheiten der Roten Armee drehten anschließend nach Süden ab, um das aus vier Divisionen bestehende XXIX. Armeekorps, das den rechten Abschnitt der Front der 6. Armee deckte, einzukesseln.
Nachdem von der Heeresgruppe Mitte die stark geschwächte 9. Panzer-Division und von der Krim Teile der 13. Panzer-Division herangeholt worden waren, hatte diese Divisionen den Auftrag, das XXIX. Armeekorps zu entsetzen.:456–459 Als zusätzliche unterstützende Maßnahme wurde dem Kommandierenden General des IV. Armeekorps, General der Infanterie Friedrich Mieth, befohlen, weitere Truppen für einen Gegenangriff zusammenzustellen. Diese umfassten die Masse der 3. Gebirgs-Division und die 17. Panzer-Division, welche vom Donez von der 1. Panzerarmee herangeholt worden war. Mit diesen Truppen griff General Mieth ab 28. August nach Südosten an, um dem XXIX. Armeekorps den Ausbruch aus dem Kessel zu erleichtern. Diese Gegenangriffe führten dazu, dass die Rote Armee den Einschließungsring lockern musste, sodass es den Einheiten des XXIX. Armeekorps gelang, wenn auch unter großen Verlusten, sich nach Westen durchzuschlagen.:S. 173–175
Rückzug zum Dnjepr

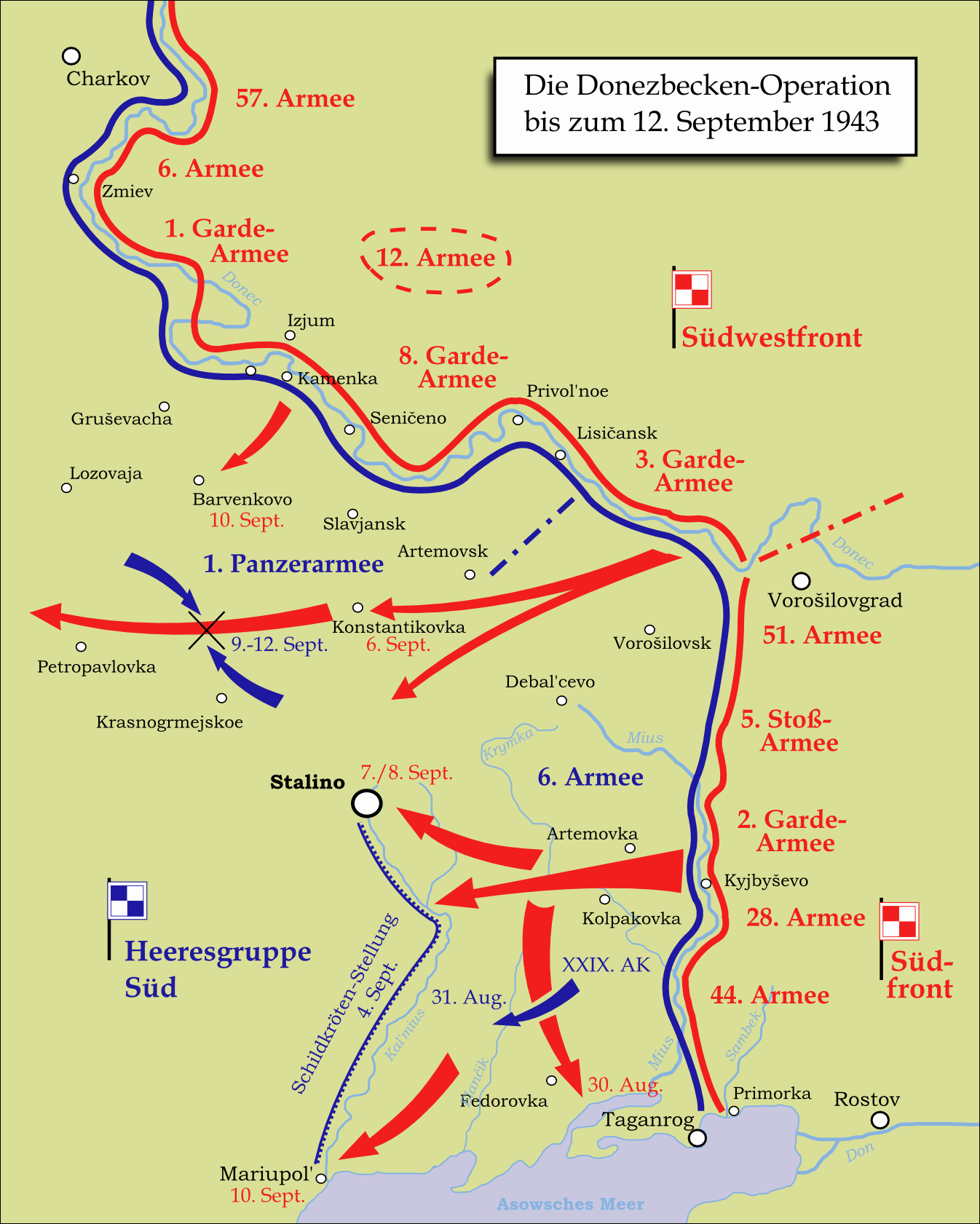
Verlauf der Operationen bis Mitte September 1943

Auf höherer Ebene rang Generalfeldmarschall Erich von Manstein schon seit Tagen (27. August) mit Hitler, der sogar in das Hauptquartier der Heeresgruppe Süd nach Winniza flog, um die Genehmigung, die 6. Armee und die 1. Panzerarmee weit nach Westen zurücknehmen zu dürfen. Hitler wehrte sich vehement gegen diesen Vorschlag, denn er wollte nicht, dass das aus seiner Sicht kriegswirtschaftliche Donezbecken mit seinen reichen Kohlevorräten an die Rote Armee verloren ging. Aufgrund der Entwicklung der Lage beim XXIX. Armeekorps gab Manstein aber ohne Genehmigung die Zurücknahme der Front auf eine Stellung östlich von Stalino. Bei weiteren Besprechungen mit Hitler am 4. September sowie am 8. September bei einem neuerlichen Frontbesuch von Hitler im Hauptquartier der Heeresgruppe Süd in Saporischschja gab der Diktator endlich nach. Manstein befahl sofort die schrittweise Zurücknahme der Front bis zum Dnepr.:463ff
Für die 3. Gebirgs-Division hatte dieser Befehl nun die Auswirkung, dass sie sich in mehreren Etappen nach Westen zurückziehen konnte:
- Am 9. September setzte sie sich in die sogenannte „Eidechsen“-Stellung ab.[4]:S. 181–182
- Am 13. September wurde die Zwischenstellung im Abschnitt Antonowka – Selenoplje – Ssloadko – Wodnaja erreicht.[4]:S. 186
- Am 14. September befand sich die Division am Westufer des Gaitschul.[4]:S. 186
- Am 16. September stand sie am Westufer des Konka.[4]:S. 187
- In der Zeit von 20. September bis zum 9. Oktober befand sie sich in der vorbereiteten „Wotan“-Stellung. Dann wurde der Druck der Roten Armee so groß, dass sich die Front wieder in Bewegung setzte.[4]:S. 189–198
- Bis zum 14. November 1943 wurde die Division in den Brückenkopf von Nikopol an den Dnepr zurückgedrängt.

Bei der Verteidigung der Wotan-Stellung kämpfte die Division südöstlich von Saporischschja in einem Dorf mit dem deutschen Namen Heidelberg. Nördlicher Nachbar war die 17. Panzer-Division, südlicher Nachbar die 17. Infanterie-Division. Bei den Kämpfen vom 26. bis zum 30. September standen den beiden geschwächten Gebirgs-Jäger-Regimentern der Division insgesamt fünf sowjetische Schützendivisionen sowie zwei Panzerbrigaden mit rund 100 Panzern gegenüber.:S. 440 In den nun folgenden vier Tagen konnten mithilfe von herangeführten Reserven anderer Infanterie-Divisionen alle Angriffe der Roten Armee, darunter auch ein Massenangriff von etwa 18.000 sowjetischen Infanteristen am 30. September, abgewehrt werden, bevor es zum endgültigen Einrücken in den Brückenkopf von Nikopol kam.:S. 197

#### Verteidigung des Brückenkopfes von Nikopol
Nördlich der 6. Armee hatten im Bereich der 1. Panzerarmee die sowjetischen Verbände bereits Ende Oktober den Dnepr überschritten, während die 3. Gebirgs-Division den Brückenkopf Nikopol im Rahmen des IV. Armeekorps verteidigte. Das Divisionshauptquartier lag zeitweise in Dnjeprowka, während der Verteidigungsbereich Gebirgsjäger südöstlich davon verlief. Linker Nachbar war die 302. Infanterie-Division, rechter Nachbar die 17. Infanterie-Division. Der Korpsgefechtsstand befand sich im nordwestlich gelegenen Nikopol.
Der Brückenkopf selbst wurde erst ab 20. November attackiert. In dem mehr als zehn Tage dauernden Kämpfen musste auch die in der Tiefe bereitgehaltene 24. Panzer-Division eingreifen. In Zusammenarbeit mit dieser ostpreußischen Panzer-Division gelang es der 3. Gebirgs-Division unter hohen eigenen Verlusten alle Angriffe der Roten Armee abzuwehren. Am Ende der Schlacht wurden vor der Front der Gebirgs-Division 146 abgeschossene sowjetische Panzer und 2000 tote Rotarmisten gezählt.:S. 459 Ein weiterer Großangriff fand in der Zeit von 19. Dezember bis Weihnachten 1943 statt. Auch hier war der Einsatz der 24. Panzer-Division notwendig, mit deren Hilfe es den hart bedrängten Gebirgsjägern gelang, ihre Stellungen zu halten bzw. wieder zurückzuerobern.
Ein Angehöriger der 24. Panzer-Division schilderte in seinen Kriegserinnerungen die Situation der Stellungsdivisionen im Brückenkopf:

„… inzwischen wissen wir, wie gut wir es als Alarmeinheit im Vergleich zu den Stellungstruppen haben. Sie hausen bereits seit Wochen und Monaten in den dreckigen Erdlöchern der HKL. Weil der Frost in diesem Jahr spät einsetzte, waren ihre Löcher teilsweise bis über die Knöchel verschlammt. Und wenn die Sowjets sie mit ihren Panzern überrollten, hatten sie nicht einmal die Chance, schnell genug aus dem zähen Schlamm herauszukommen und sich zu retten. Wie oft haben wir schon auf sie geflucht, wenn wir wieder mal zum Einsatz mussten, weil der Feind in der HKL ihre Stellungen durchbrochen hatte. Als wir aber erkannten, mit welch unzulänglichen Waffen und mit welch geringer Unterstützung von schweren Waffen vor allem die Infanterie ihre Stellungen halten musste, hatten wir nur noch Mitleid mit den armen Teufeln.“

#### Räumung des Brückenkopfes Nikopol und Rückzug in Richtung Rumänien
Die Rote Armee nahm Anfang Februar 1944 ihre Angriffe auf den Brückenkopf von Nikopol wieder auf (Nikopol-Krywyj Riher Operation). Da die sowjetischen Divisionen sowohl im Norden als auch in der tiefen südwestlichen Flanke den Dnepr überschritten hatten, begann in der ersten Februarhälfte die planmäßige Räumung des Brückenkopfes. Der Rückzug nach Westen war äußerst schwierig, weil tagelanger Regen die Straßen unpassierbar gemacht hatte. Schlamm und Morast behinderten die Rückführung der schweren Waffen, sodass vor allem die Geschütze der Artillerie gesprengt werden mussten.
Bei diesem Rückzug wurde die 3. Gebirgs-Division zum ersten Mal eingekesselt, konnte aber bis zum 12. Februar nach Krassnyj bei Nikolajew ausbrechen.:S. 240–243 Die Lagekarte des OKH vom 29. Februar 1944 zeigte als Momentaufnahme die angespannte Situation der Heeresgruppe Süd. Die Gebirgs-Division war darauf in einem Raum nordwestlich des ehemaligen Brückenkopfgebietes im Zentrum der Verteidigungslinie des XXIX. Armeekorps zu finden. In der Zeit vom 13. bis 27. Februar zogen sich die Verbände der Gebirgs-Division stets bedrängt von der Roten Armee bis zum Fluss Ingulez zurück.:S. 244–247 Angelehnt an den Fluss wurde wieder Front gemacht und den nachstoßenden Sowjeteinheiten bis zum 7. März energischer Widerstand entgegengesetzt,:S. 253–255 ehe aufgrund einer erneuten Überflügelung durch die Rote Armee (Beresnegowatoje-Snigirjower Operation) der Rückzug angetreten werden musste. Erneut gelang der Durchbruch; bis zum 18. März erreichten die Soldaten den Südlichen Bug.:S. 258–260
Es folgte nun ein längerer Aufenthalt in Verteidigungsstellungen am Westufer des Bugs im Raum Dmitrijewka. Die Gebirgsjäger mussten in der Zeit von 18. bis 27. März im Rahmen des XXIX. Armeekorps einen Brückenkopf der Roten Armee abriegeln, den diese am westlichen Ufers des Bugs gebildet hatte. Nördlicher Nachbar war dabei die 97. Jäger-Division, südlicher Nachbar die zu einer Kampfgruppe zusammengeschmolzene 335. Infanterie-Division.:S. 261–263
Am 28. März kam die Front wieder in Bewegung (Odessaer Operation). Die 3. Gebirgs-Division und ihre am Bug verteidigenden Nachbardivisionen zogen sich in den nächsten Tagen jeweils etwa 10 bis 20 Kilometer pro Tag nach Westen zurück (Unternehmen Alphabet). Insgesamt mussten die Gebirgsjäger in zwölf Tagen 300 Marschkilometer unter Kampfbedingungen zurücklegen. Dabei wurde immer wieder versucht, in Verteidigungsstellungen kurz Widerstand zu leisten. Diese Widerstandslinien trugen Buchstaben und wurden jeweils für einige Stunden verteidigt: B-Linie (28./29. März), C-Linie (29./30. März), D-Linie (31. März), E-Linie (1. April), F-Linie (2. April). Am 3. April wurde die Panther-Stellung – auch als G-Linie bezeichnet – erreicht.:S. 264–267
Am 4. April gelang es den sowjetischen Einheiten bei Konstantinowka, die 3. Gebirgs-Division sowie Teile der 17. Infanterie-Division, der 258. Infanterie-Division, der 294. Infanterie-Division, der 302. Infanterie-Division und der 335. Infanterie-Division einzukesseln.:S. 267–270 In den nächsten Tagen gelang es den unter der Führung des Kommandeurs der 3. Gebirgs-Division, Generalleutnant August Wittmann, zur „Gruppe Wittmann“ zusammengefassten Restverbänden, die notdürftig von anderen deutschen Einheiten aufgebaute Front am Dnister zu erreichen.:S. 513–514
Bei diesen Rückzugskämpfen erlitt die Division schwerste Verluste, so zählte das Gebirgs-Jäger-Regiment 138 bei einer Sollstärke von etwa 3000 Mann nur noch rund 1000 Köpfe.:S. 271 Beim Gebirgs-Artillerie-Regiment 112 erreichten von ehemals 20 Geschützen nur acht die rettende Front.:S. 515 Bei manchen Divisionen der 6. Armee betrugen die Offiziers- und Unteroffiziersverluste bei diesem Rückzug bis zu 80 Prozent.

#### Kämpfe in Rumänien im Frühjahr 1944
Nach der Ankunft der Division in Rumänien wurde ihr vom befehlsgebenden XXIX. Armeekorps zugestanden, dass sie sich im Hinterland der Front reorganisieren konnte.:S. 272
Allerdings musste bereits am 17. April etwa die Hälfte der Kampftruppen der Division als Kampfgruppe Geb.Jg.Rgt. 138 abgegeben werden, um als „Feuerwehr“ an verschiedenen Frontabschnitten eingesetzt zu werden. Bis zur Wiedervereinigung am 28. Mai mit dem Rest der Division erlitt diese Kampfgruppe Verluste in der Höhe von rund 800 Mann.:S. 273–274
Die 3. Gebirgs-Division übernahm ab Ende April einen rund zehn Kilometer langen Frontabschnitt südöstlich von Slobozia bei Talmaz. Da es in diesem Bereich der Front zu dieser Zeit nur kleinere, lokale Kampfhandlungen gab, konnte der eingetroffene Ersatz von 2500 Mann in die Einheiten der Division eingegliedert werden.:S. 274–275
Am 22. Mai erfolgte das Herausziehen der Division aus der bisherigen Stellung. Sie hatte sich in Richtung Ostkarpaten in Marsch zu setzen und wurde nun in einem Gelände eingesetzt, für das sie ausgebildet und auch ausgerüstet war.:S. 276
Bei der Ablöse der Truppen kam es mit den engverzahnten Einheiten der rumänischen Armee zu einem Zwischenfall, welcher derart eskalierte, dass ein Leutnant der Gebirgs-Jäger auf rumänische Soldaten feuern ließ, wobei zwei Rumänen tödlich getroffen wurden. Als sich der Divisionskommandeur, Generalleutnant August Wittmann, dem tobenden Oberbefehlshaber der nunmehrigen Heeresgruppe Südukraine, Generaloberst Ferdinand Schörner, entgegenstellte und seine Männer verteidigte, wurde ihm empfohlen auf Urlaub zu gehen. Dabei wurde ihm die Division entzogen und in weiterer Folge Generalleutnant Paul Klatt mit der Divisionsführung beauftragt.:S. 518–519

#### Kämpfe in den Ostkarpaten Sommer und Herbst 1944

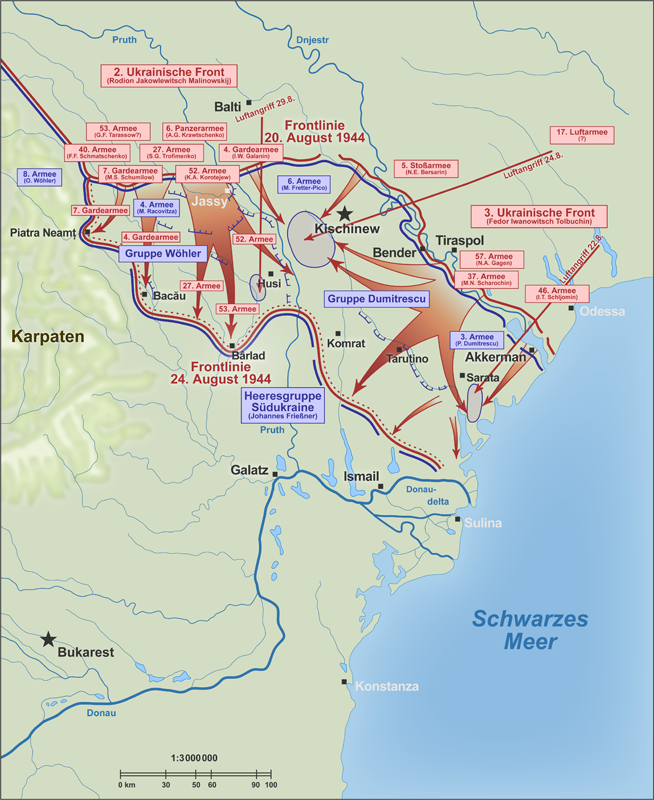
Vernichtung der Heeresgruppe Südukraine im August 1944

Am 28. Mai erreichte die nun mit dem Gebirgs-Jäger-Regiment 138 wiedervereinigte Division den neuen Einsatzraum, wo sie dem XVII. Armeekorps unterstand. Die Lagekarte des OKHs vom 19. August 1944 zeigte dieses Armeekorps angelehnt an den Osthang der Karpaten im Raum südlich von Czernowitz ungefähr auf der Höhe von Suceava. Die 3. Gebirgs-Division hatte dabei gemeinsam mit unterstellten rumänischen Einheiten einen rund 40 Kilometer langen Frontabschnitt zu sichern.:S. 277–278
Die gegenüberliegenden Feindverbände waren verhältnismäßig schwach, sodass sich im nun folgenden Stellungskrieg die Division weiter erholen konnte. Neu eintreffende Marschbataillone füllten die Reihen der Einheiten und brachten die 3. Gebirgs-Division schließlich auf volle Kriegsstärke.:S. 278
Während es im eigenen Abschnitt relativ ruhig war, musste ab Mitte Juli die Frontlänge von 40 auf 95 Kilometer mehr als verdoppelt werden, weil der Roten Armee im Zuge der Lwiw-Sandomierz-Operation bei Brody ein operativer Durchbruch gelang und der rechte Nachbar, die 8. Jäger-Division, nach Nordwesten abgezogen wurde.:S. 279
Als Vorzeichen für die weitere militärische Entwicklung im Süden der Ostfront gab es am 19. August lokale Angriffsunternehmen der Roten Armee gegen die Front der 3. Gebirgs-Division. Den Sowjets gelangen vor allem in Geländeabschnitten, welche von rumänischen Truppen verteidigt wurden, größere Einbrüche. Durch Einsatz der wenigen Reserven konnte die Divisionsführung die Feindangriffe stoppen und bis zum 24. August den alten Frontverlauf wiederherstellen.:S. 281–282
In der Zwischenzeit hatten sich in Rumänien die Verhältnisse grundlegend geändert. Am 20. August war die Operation Jassy-Kischinew von der Roten Armee gestartet worden, die schon nach wenigen Tagen zur Vernichtung der 6. Armee führte. Der daraufhin durchgeführte Staatsstreich in Rumänien führte letztendlich dazu, dass die rumänische Armee die Seiten wechselte.
Diese Entwicklungen blieben nicht ohne Auswirkungen auf die Divisionen des XVII. Armeekorps. So verlor die 3. Gebirgs-Division in der Nacht auf den 24. August etwa 300 Mann durch rumänische Einheiten, die sich plötzlich feindselig zeigten. In diesem Chaos dauerte es zwei Tage, bis die Division ihre Verbände wieder ordnen konnte. Im Zuge dessen kam es auch zu weiteren Gefechten mit bisher befreundeten rumänischen Verbänden.:S. 283–290
Die Rote Armee versuchte nun ab Ende August in den Karpaten offensiv zu werden und sich den Zugang zum Gebirge zu erkämpfen. Die 3. Gebirgs-Division hingegen konnte die Front entlang der Höhenzüge des Bistritz-Tales stabilisieren und bis zum 6. September gegen die nachdrängenden Sowjets halten.:S. 290–296 In der Zwischenzeit war es der Roten Armee weiter südlich gelungen die Einheiten der 3. Gebirgs-Division weit zu überflügeln. Die 3. Gebirgs-Division, die zahlreiche Einheiten an andere vorgesetzte Stellen abgeben musste, stand nun ein elf Tage dauernder Rückzug in den Mureș-Abschnitt bevor. Während die Luftlinie zu diesem Gebiet lediglich etwa 70 Kilometer beträgt, mussten die Einheiten sich über Passstraßen und Täler fast dreimal solange in Richtung Westen quälen, ständig bedroht von scharf nachdrängenden Sowjeteinheiten bzw. gefährlichen Flankenstößen aus dem Süden.:S. 296–300
Im Mures-Teil kam es in der Zeit von 24. bis 30. September zu heftigen Kämpfen mit zwei Regimentern der Roten Armee, welche die Absicht hatten, den deutschen Einheiten den Rückweg abzusperren wollten. Der 3. Gebirgs-Division gelang es dabei die beiden Sowjet-Regimenter einzukesseln und weitgehend zu zerschlagen.:S. 296–300 Die allgemeine Lageentwicklung führte dazu, dass ab 8. Oktober begonnen wurde, einzelne Teile der 3. Gebirgs-Division aus Siebenbürgen in Richtung Westen in Marsch zu setzen, während der endgültige Befehl zur Räumung dieses Gebiet von Adolf Hitler erst am 17. Oktober erteilt wurde. Am 21. Oktober hatte die Division 20 Kilometer südostwärts von Satu Mare schwere Kämpfe durchzustehen, bevor sie am Abend die ungarische Grenze überschritt und 52 Stunden später den Raum südlich von Nyíregyháza erreichte.:S. 304–305

#### Kämpfe in Ungarn im Spätherbst und Winter 1944
Historischer Hintergrund

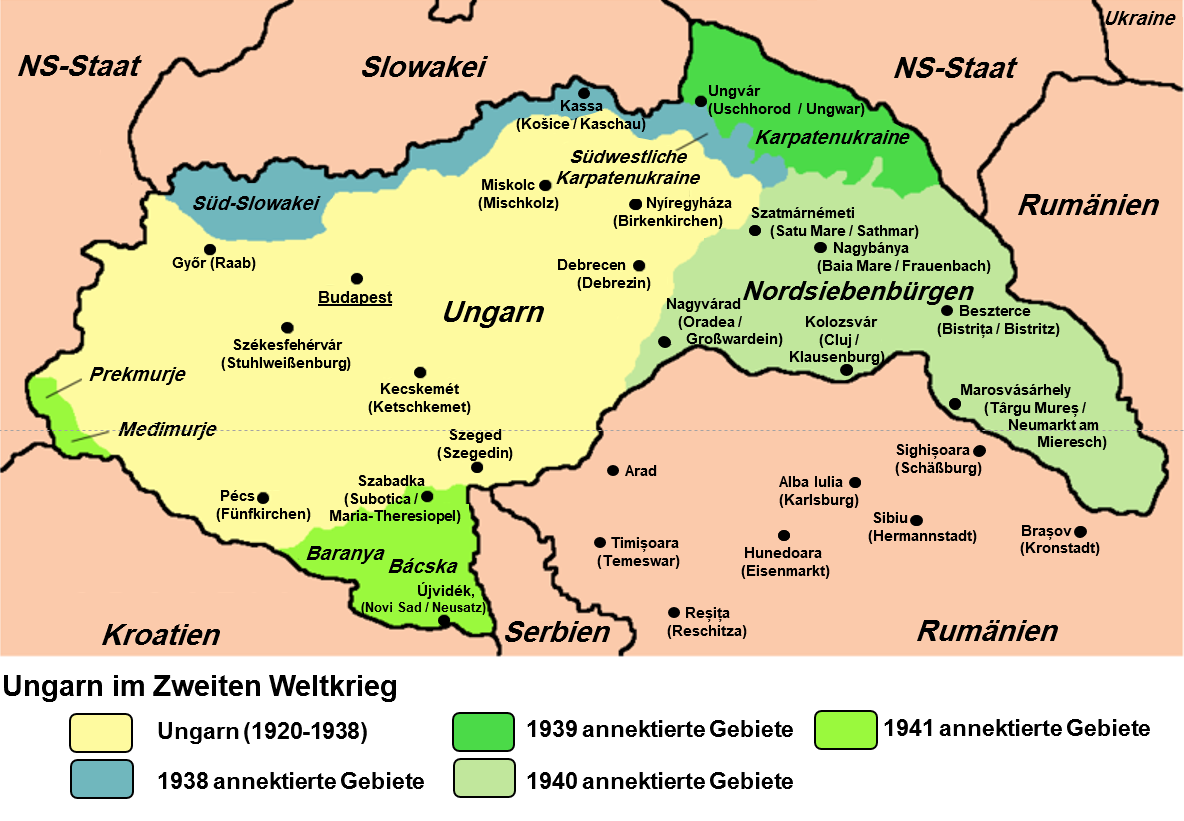
Ungarn 1941 bis 1944

Ungarn, auf dessen Gebiet sich die Fronten 1944 zubewegten, war einer der engsten Verbündeten Deutschlands im Zweiten Weltkrieg. Getrieben von der Absicht die Folgen des Vertrages von Trianon zu revidieren, bei dem das Land rund 70 Prozent seines alten Territoriums verloren hatte, ging es frühzeitig eine Bindung mit dem Deutschen Reich ein und konnte im Windschatten der deutschen Expansion in mehreren Etappen einige der 1920 abgetrennten Gebiete wieder zurückerlangen (1938: Erster Wiener Schiedsspruch, 1939: Slowakisch-Ungarischer Krieg, 1940: Zweiter Wiener Schiedsspruch, 1941: Balkanfeldzug).
Um sich die Gunst Hitler zu erhalten, beteiligte sich Ungarn auch am Krieg gegen die Sowjetunion. 1941 wurde ein aus 30.000 Mann bestehendes „schnelles Korps“ aufgeboten, nach den großen deutschen Verlusten im Winter 1941/42 verlegte im April 1942 die ungarische 2. Armee mit 200.000 Soldaten und weiteren 50.000 Mann Hilfstruppen in die Sowjetunion, um als Flankenschutz für den deutschen Vorstoß auf Stalingrad eingesetzt zu werden. Im Zuge der Operationen rund um die Schlacht von Stalingrad wurde diese ungarische Armee von den militärtechnisch überlegenen Sowjettruppen in wenigen Wochen vernichtet. Von den 250.000 Mann der 2. Armee kehrten nach dem Krieg nur etwa 40.000 zurück.
Am 19. März 1944 besetzte die Wehrmacht Ungarn („Operation Margarethe“), weil man aufgrund der Entwicklung der militärischen Lage an der Ostfront mit einem Ausscheren des Bündnispartners rechnete. Im Zuge der Besetzung wurde auch das Eichmann-Kommando aufgestellt, das in den folgenden Monaten den Holocaust an den ungarischen Juden organisierte. Nach einer Ghettoisierung der Juden in der ungarischen Provinz, erfolgte ab 15. Mai die Deportation der Menschen hauptsächlich in das KZ Auschwitz-Birkenau, bis im Laufe des Julis aufgrund internationale Proteste es zu einer Einstellung der Deportationen kam. In der Schlacht um Budapest und beim Bau des Südostwalls kamen weitere Zehntausende Menschen ums Leben. Insgesamt überlebten nur 260.000 der 825.000 Juden, die während der Zeit des Zweiten Weltkrieges in Ungarn gelebt hatten.
Schlacht bei Nyíregyháza (21. bis 26. Oktober 1944), sowjetische Kriegsverbrechen

Frontverlauf in Rumänien, Ungarn und in der Tschechoslowakei

Während sich die 3. Gebirgs-Division und mit ihr große Teile der deutschen 8. sowie der ungarischen 1. und 2. Armee noch in Siebenbürgen befanden, versuchte die Rote Armee etwa 100 Kilometer weiter westlich im Zuge der Debrecener Operation diesen Verbänden den Weg abzuschneiden. Dazu setzte sie nördlich von Debrecen drei Korps (das XXIII. Panzer-Korps und das IV. und V. Garde-Kavallerie-Korps) der mechanisierten Kavalleriegruppe der 4. Ukrainischen Front unter der Führung von General Issa Plijew zu einem Vorstoß in Richtung Norden an. Dabei konnte am 22. Oktober die Stadt Nyíregyháza besetzt werden,:S. 220 wodurch die Verbindung zwischen der 8. Armee in Rumänien und der 6. Armee in Ungarn verloren ging. Nachdem sich diese Angriffsrichtung der Roten Armee aber schon seit einigen Tagen abgezeichnet hatte, war bereits am 21. Oktober von der 6. Armee das III. Panzerkorps mit der 1., 13. und 23. Panzer-Division aus einem weniger gefährdeten Frontabschnitt herausgezogen und nach Norden verlegt worden.:411
Während die 13. und 1. Panzer-Division den Vorstoß des III. Panzer-Korps nach Süden absicherten, erreichte die 23. Panzer-Division bereits im Laufe des 22. Oktobers das im Südosten von Nyíregyháza gelegene Nagykálló und durchtrennte damit die Nachschublinien der drei Sowjetkorps. Diese versuchten nun von Norden her die Einschließung zu durchbrechen, währenddessen andere sowjetische Verbände von Süden her Angriffe unternahmen, um den Kessel aufzubrechen.:S. 220 36 Stunden später trafen in Nagykálló in den Morgenstunden des 24. Oktobers die vordersten Teile der aus Rumänien anmarschierenden 3. Gebirgs-Division ein.:411
Am 26. Oktober griffen die deutschen Truppen ihrerseits an. Die beiden Regimenter und das Pionier-Bataillon der 3. Gebirgs-Division gingen von Nagykálló aus in nordwestlicher Richtung auf Nyíregyháza vor, während die 23. Panzer-Division aus dem Südwesten auf die Stadt vorstieß.:413 Nach heftigen Kämpfen konnten große Teile der drei eingeschlossenen sowjetischen Korps zerschlagen werden. In einem Bericht vom 27. Oktober berichtete die 3. Gebirgs-Division an eine vorgesetzte Dienststelle von sechs zerstörten Panzern, 852 Feindtoten und nur 34 Gefangenen.:S. 308 In der Divisionsgeschichte der 23. Panzer-Division gab es für dieses Ereignis keine genauen Zahlen, lediglich für den Zeitraum von 28. September bis 28. Oktober wurden die Verluste der Roten Armee mit 3.500 Toten und 707 Kriegsgefangenen angegeben.:411 In diesem Lichte scheinen Angaben über die Verluste der drei sowjetischen Korps, die man in manchen Büchern über diese Schlacht findet, mit 632 Panzer, 25.000 Mann (davon 6.662 Gefallene) als viel zu hoch angesetzt.:S. 220
Unbestritten ist hingegen, dass die Rote Armee in und um Nyíregyháza eine Reihe von Kriegsverbrechen, vornehmlich an der weiblichen Bevölkerung, beging. Während in der Divisionsgeschichte der 23. Panzer-Division dazu nur ein Satz zu finden ist,:413 wurde diesem Thema in der Divisionsgeschichte der 3. Gebirgs-Division mehr Raum gewidmet. Es wurde dabei aus einer Tagesmeldung an das vorgesetzte ungarische IX. Armeekorps vom 26. Oktober 1944 zitiert, in der damals einige besonders krasse Fälle von Vergewaltigungen, zum Teil mit Todesfolge, an das kommandierende Korps gemeldet wurden.:S. 306–308 Der ungarische Historiker Krisztián Ungváry bestätigte im Zuge seiner Forschungen diese Vorkommnisse. Er führte dazu weiter aus, dass Angehörige des Garde-Kavallerie-Korps in Nagykálló alle Insassen einer psychiatrischen Klinik vergewaltigten und dass in den kurzfristig zurückeroberten Gebieten deutsche und ungarische Soldaten gefangene Rotarmisten vor Racheakten aufgebrachter Bewohner schützen mussten. Der amerikanische Autor Samuel W. Mitcham, der sich bei der Schilderung weiterer schockierender Details auf Aussagen des Oberbefehlshabers der Heeresgruppe Süd, Generaloberst Johannes Frießner, bezog, stellte ferner die Behauptung auf, dass diese Kriegsverbrechen den Willen der Wehrmacht der Roten Armee Widerstand zu leisten, um ähnliche Szenen in Deutschland zu vermeiden, wesentlich beeinflussten.:S. 220–221
Militärisch ermöglichte dieser kurzfristige, lokale deutsche Erfolg die geordnete Zurücknahme der deutsch-ungarischen Verbände aus Rumänien. Die 3. Gebirgs-Division verblieb noch zwei Tage in Nyíregyháza, das am 30. Oktober endgültig von der Roten Armee besetzt wurde, und zog sich schrittweise in Richtung Theiß zurück.
Kämpfe an der Theiß und bei Miskolc
Anfang November überquerten die meisten Einheiten der 3. Gebirgs-Division die Theiß und übernahmen südöstlich der Industriestadt Miskolc einen etwa 50 Kilometer langen Frontabschnitt. Dieser lag, abgesehen von zwei kleinen Brückenköpfen bei Polgár und Tiszadob, auf dem Westufer des Flusses.:S. 312
Die Industriestadt Miskolc beherbergte Rüstungsfabriken und Waffenarsenale für die ungarische Armee. Außerdem stellte sie einen Eisenbahnknotenpunkt dar, der von den alliierten Bomberflotten mehrmals angegriffen wurde. So bombardierten am 2. Juni 1944 Einheiten der 304th Bombardment Wing (unter anderem mit der 455th Bombardment Group und 459th Bombardment Group) den Bahnhof, wobei aber viele Bomben in das Wohngebiet fielen und dabei 206 Menschen töteten und 420 verletzten. Weitere Angriffe durch die Royal Air Force und der Fifteenth Air Force erfolgten in der Nacht vom 22. auf den 23. August sowie am 28. August 1944. Die Stadt war auch ein Schauplatz des Holocausts an den ungarischen Juden. So entstand im April 1944 in Miskolc ein Ghetto, in dem die Juden aus der Stadt und der Umgebung zusammengepfercht wurden. In der Zeit zwischen 12. und 15. Juni 1944 wurden mit drei Transportzügen 15.464 Menschen in das KZ Auschwitz-Birkenau deportiert.
In der ersten Novemberwoche brach unter den rund 20.000 Rüstungsarbeitern von Miskolc ein Aufstand aus, der wenig später, zumindest teilweise, durch Truppen der Wehrmacht niedergeschlagen wurde. Eine unbekannte Zahl der Arbeiter kämpfte aber weiter und lieferte sich in der zweiten Novemberhälfte, als sich die 3. Gebirgs-Division nach Miskolc zurückzogen hatte, mit dem in das Industriegebiet eingerückte Gebirgs-Jäger-Regiment 144 Feuergefechte.:S. 313
Die Rote Armee griff im Laufe des Novembers im Abschnitt der 3. Gebirgs-Division mit insgesamt sechs Schützen-Divisionen, einer Kavallerie-Division und zwei mechanisierten Brigaden an, mit dem Ziel mit dieser Operation die Einkesselung der Hauptstadt Budapest von Norden her abzusichern.:S. 313 Die Überlegenheit der sowjetischen Truppen führte dazu, dass auch die Nachbarverbände der Gebirgs-Division große Verluste erlitten, aufgrund derer eine Umgehung im Norden und Westen von Miskolc drohte. Die 3. Gebirgs-Division erhielt daher den Befehl, sich aus der Industriestadt in Richtung Slowakei zurückzuziehen. In der Divisionsgeschichte ist dazu mit einem bitteren Unterton vermerkt:

„Glöckengeläut und Musik verkündeten den Einzug ihrer ‚Befreier‘.“

#### Rückzug durch die Slowakei

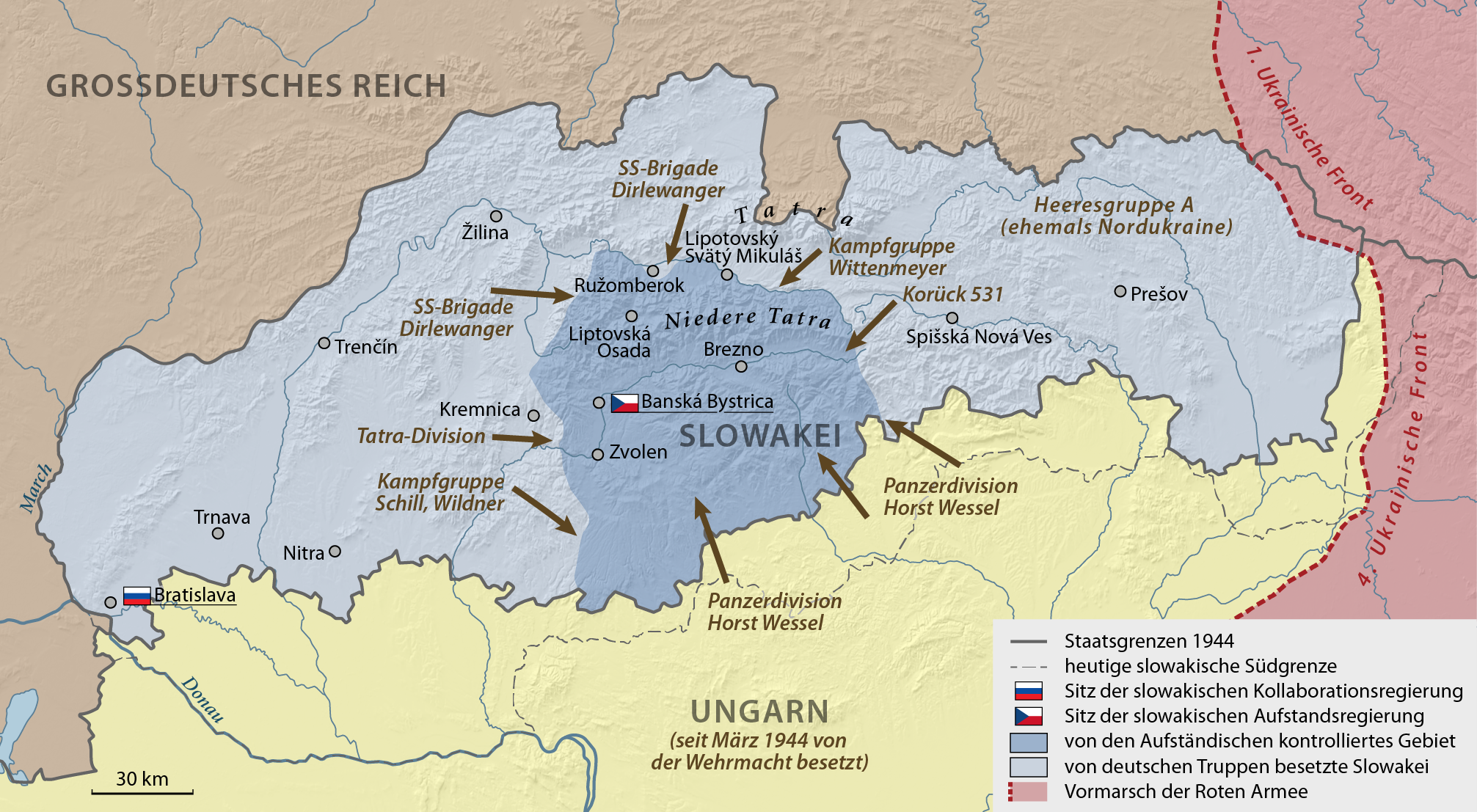
Slowakischer Nationalaufstand – Situation Mitte Oktober

Nachdem Miskolc von den deutschen Truppen aufgegeben worden war, zog sich die 3. Gebirgs-Division unter hinhaltendem Widerstand langsam in Richtung Nordwesten in die Slowakei, in das Quellgebiet der Flüsse Sajó und Rimava, zurück. Die Rote Armee versuchte ihrerseits mit acht Divisionen sich Zugang in das Quellgebiet des Sajós zu verschaffen. Die Folge waren in der Zeit zwischen 10. und 25. Dezember schwere Kampfhandlungen, die oft auch in Nahkämpfen mündeten, in einem extremen Gelände.:S. 314–315
Der Rückzug in die Slowakei führte für die 3. Gebirgs-Division zu einer Änderung im Unterstellungsverhältnis. Während sie in Ungarn zeitweise dem XXIX. Armeekorps unterstellt war, das zur 8. Armee gehörte, erfolgte im Januar die Unterstellung unter das XVII. Armeekorps, das Teil der 1. Panzerarmee war.:S. 318
Einen weiteren Unterschied zu Ungarn bildeten in der Slowakei die Partisanen, denn dort hatte in der Zeit zwischen 29. August und 28. Oktober 1944 der Slowakische Nationalaufstand stattgefunden. Zentrum des Aufstandes, der von Teilen der slowakischen Armee und der Partisanenbewegung getragen wurde, war die Stadt Banská Bystrica in der Mittelslowakei. Der Aufstand hatte eine militärische Schlagkraft entwickelt, die zuerst von den deutschen Dienststellen unterschätzt worden war. Nach einigen Anfangserfolgen stagnierte im September die Niederschlagung des Aufstandes durch die ab 29. August in die Slowakei einmarschierten deutschen Truppenverbänden. Den Slowaken gelang es den deutschen Vormarsch ins Kernland des Aufstandes zu unterbinden. In einer zweiten Phase, die Mitte Oktober begann, konnten die nunmehrigen deutschen Besatzer durch einen massiven Einsatz verschiedener neuer Truppenteile, darunter auch SS-Einheiten wie der berüchtigten SS-Brigade Dirlewanger, die Aufstandsbewegung niederschlagen. Am 28. Oktober akzeptierte der slowakische General Rudolf Viest die Niederlage und forderte in einem Befehl die überlebenden Soldaten auf, den regulären Widerstand aufzugeben und stattdessen in den Bergen den bewaffneten Kampf als Partisanen fortzusetzen. Die slowakische Partisanenbewegung wurde ab Mitte 1944 stark sowjetischen Partisanen dominiert, da in einem Abkommen im Mai 1944 zwischen Klement Gottwald, dem Vorsitzenden der Kommunistischen Partei der Tschechoslowakei, und Nikita Sergejewitsch Chruschtschow, dem damaligen Generalsekretär der ukrainischen Kommunisten, vereinbart worden war, dass sich die Partisanen in der Tschechoslowakei der von Kiew aus geleiteten ukrainischen Partisanenbewegung unterstellten.
In diesem Licht war auch eine Meldung der 3. Gebirgs-Division an die vorgesetzte Dienststelle vom 3. Jänner 1945 zu sehen, in der nach einem Gefecht mit Partisanen diese mit slowakischen Uniformen und russischen Führern ausgestattet beschrieben wurden. Die Partisanen bevorzugten es, im Hinterland der Gebirgs-Division für Unruhe zu sorgen, indem Transporte überfallen oder Nachschubstraßen vermint wurden. Zu einem größeren Gefecht mit Partisaneneinheiten kam es 29. Jänner als diese einem Bataillon des Gebirgs-Jäger-Regiments 138 bei Brezno große Verluste zufügen konnten. Die 3. Gebirgs-Division befand sich zu diesem Zeitpunkt schon im Hron-Tal, in das sie sich in der Zeit von 22. bis 27. Jänner, hart bedrängt von der sowjetischen 42. Garde-Schützen-Division, der 133. und 240. Schützen-Division und einer rumänischen Kavallerie-Division, abgesetzt hatte.:S. 317
Am 10. Februar begann die 3. Gebirgs-Division ihren Rückzug fortzusetzen, der sie durch das Zentrum des slowakischen Nationalaufstandes, Banská Bystrica, führte. Ziel war das Waag-Tal, wo sie im Gebiet der Hohen Tatra und Niederen Tatra einen Sicherungsauftrag übernahm. Sechs Jahre zuvor war dieses Gebiet der Aufmarschraum der Division für den Überfall auf Polen gewesen. Mit dem Rückzug in das Waag-Tal änderte sich wieder die Unterstellung, dem nun vorgesetzten XXXXIX. Gebirgs-Armeekorps blieb man zu Kriegsende unterstellt. In dieser Zeit erhielt die Division umfangreiche Ersatzkontingente zugewiesen, unter anderem ein komplettes Gebirgs-Jäger-Regiment.:S. 319
Bis Anfang März verließen die Einheiten der 3. Gebirgs-Division nach und nach die Slowakei, indem sie über den Jablunkapass die Beskiden in Richtung Norden überquerten.:S. 321

#### Kämpfe im Regierungsbezirk Kattowitz
Nach dem Überqueren der Beskiden befand sich die 3. Gebirgs-Division im Regierungsbezirk Kattowitz, einem etwa 10.500 km² großem Gebiet, das nach dem Ende des Überfalls auf Polen völkerrechtswidrig der Provinz Oberschlesien eingegliedert worden war. In diesem Regierungsbezirk lebten 1939 ungefähr 2,43 Millionen Menschen, davon waren 930.000 Polen, 1,08 Millionen Deutsche und je nach Quelle zwischen 90.000 und 120.000 Juden. Dem Holocaust, der für die Menschen hier mit Verschleppungen im Rahmen des Nisko-Plans begann, fielen bis 1945 mindestens 85.000 Menschen zum Opfer. Neben der Judenverfolgung kam es auch zu „Umsiedlungsaktionen“ (Saybusch-Aktion im Dezember 1940 mit 17.000 Vertriebenen und „Buchenland-Aktion“ im Winter 1940/41 mit 63.000 Personen), bei denen polnische Bauern ihre Höfe räumen mussten und stattdessen 38.000 Volksdeutsche aus der Bukowina angesiedelt wurden. Trotz dieser Vertreibungen wurden etwa 85 Prozent der Bevölkerung des Regierungsbezirkes von den Behörden die Angehörigkeit zu den Gruppen 1 bis 3 der Deutschen Volksliste bestätigt, wobei dies auch unter den Kalkül geschah, dass die Menschen für die Kriegswirtschaft im oberschlesischen Industriegebiet als Arbeitskräfte enorm wichtig waren. Eine allfällige Aussiedlung wurde daher auf die Nachkriegszeit verschoben.
Unter diesem Hintergrund ist wohl auch eine Passage in der Divisionsgeschichte zu sehen, die sonst nicht näher ausgeführt wurde:

„Die Verbindung zur Regierung in Teschen war eng. Sie stärkte sich bei uns und fasste neues Vertrauen. Von uns aufgezeigte Mängel, die durch den SD hervorgerufen, zu unserer Kenntnis gekommen waren, wurden in sachlicher Form abgestellt.“

In militärischer Hinsicht hatte die 3. Gebirgs-Division eine ungefähr 50 Kilometer lange Front zu besetzen, die von Jablunkov bis nach Freistadt reichte. Trotz der für die Wehrmacht prekären Gesamtsituation in dieser Phase des Zweiten Weltkriegs, blieb es an der Front der Gebirgs-Division relativ ruhig. Am 10. bzw. 15. März kam es im Abschnitt einer Nachbarn-Division zu einem Angriff der Roten Armee, welche die Bereitstellung der Sturmgeschütze der Panzerjäger-Abteilung der Division erforderlich machte.:S. 323
Nachdem die Rote Armee im Zuge der Bratislava-Brno-Operation am 4. April Bratislava eroberte, hatte dies auch Auswirkungen auf die 3. Gebirgs-Division, die ihre Truppen hinter die Weichsel zurücknahm. Im Laufe des Aprils ging die Division in Etappen weiter in Richtung Westen zurück, bis sie schließlich gegen Anfang Mai das Gebiet des Regierungsbezirks Kattowitz endgültig verließ.:S. 324–325

#### Kapitulation in Tschechien
Aufgrund der allgemeinen Lage begann die 3. Gebirgs-Division ab 20. April eine Westverschiebung, die ab 1. Mai in einer Rückzugsbewegung überging, welche die Division über Frýdek-Místek, Nový Jičín, Lipník nad Bečvou bis in den Raum Olmütz. Die Gebirgs-Jäger mussten sich dabei immer gegen nachstoßende Sowjeteinheiten wehren.:S. 324–326
Die vordersten Teile der Division, in der Masse die motorisierten Einheiten, gelangten bis in den Raum von Deutsch-Brod, wo sie vor der Roten Armee kapitulierten. Viele Soldaten versuchten einzeln oder in kleinen Gruppen die deutsche Grenze bzw. die Einheiten der US-Armee zu erreichen, um einer Kriegsgefangenschaft in der Sowjetunion zu entgehen. Den meisten gelang dieses Vorhaben nicht. Auch der letzte Kommandeur der 3. Gebirgs-Division, Generalleutnant Paul Klatt, geriet nach Kriegsende in Kriegsgefangenschaft, aus der er erst 1955 wieder entlassen wurde.:S. 327–329

## Personen

### Kommandeure
- Generalmajor/Generalleutnant Eduard Dietl – 1. April 1938 bis 14. Juni 1940
- Generalleutnant Julius Ringel – 14. Juni bis 23. Oktober 1940
- Generalmajor/Generalleutnant Hans Kreysing – 23. Oktober 1940 bis 8. August 1943
- Oberst Hans Mönch – 8. bis 10. August 1943.
- Generalmajor Egbert Picker – 10. bis 26. August 1943
- Oberst i. G. Siegfried Rasp – 26. August bis 10. September 1943 (mit der stellvertretenden Führung beauftragt)
- Generalleutnant Egbert Picker – 10. bis 29. September 1943
- Generalmajor/Generalleutnant August Wittmann – 1. Oktober 1943 bis 28. Mai 1944
- Oberst Hans Kreppel – 28. Mai 1944 bis 3. Juli 1944
- Generalmajor/Generalleutnant Paul Klatt – 3. Juli 1944 bis zur Kapitulation

### Ausgezeichnete Angehörige der Division

#### Träger des Eichenlaubs zum Ritterkreuz des Eisernen Kreuzes
Folgende Angehörige der Division wurden mit dem Eichenlaub zum Ritterkreuz des Eisernen Kreuzes:S. 336 ausgezeichnet:
| Dienstrang      | Name                      | Einheit                    | Verleihungsnummer | Verleihungsdatum |
| --------------- | ------------------------- | -------------------------- | ----------------- | ---------------- |
| Generalleutnant | Eduard Dietl              | Kommandeur 3. GebDiv       | 1                 | 19. Juli 1940    |
| Generalleutnant | Hans Kreysing             | Kommandeur 3. GebDiv       | 183               | 20. Jan. 1943    |
| Oberstleutnant  | Albert Graf von der Goltz | Kommandeur Geb.Jg.Rgt. 144 | 316               | 2. Nov. 1943     |
| Generalleutnant | Paul Klatt                | Kommandeur 3. GebDiv       | 686               | 26. Dez. 1944    |

#### Träger des Ritterkreuzes
Folgende Angehörige der Division wurden mit dem Ritterkreuz ausgezeichnet (Reihenfolge entsprechend der chronologischen Verleihung):
| Dienstrang      | Name                         | Einheit                                | Verleihungsdatum              |
| --------------- | ---------------------------- | -------------------------------------- | ----------------------------- |
| Generalleutnant | Eduard Dietl                 | Kommandeur 3. GebDiv                   | 9. Mai 1940                   |
| Oberst          | Alois Windisch               | Kommandeur Geb.Jg.Rgt. 139             | 20. Juni 1940                 |
| Major           | Hans von Schlebrügge         | Kommandeur I./Geb.Jg.Rgt. 139          | 20. Juni 1940                 |
| Major           | Ludwig Stautner              | Kommandeur I./Geb.Jg.Rgt. 139          | 20. Juni 1940                 |
| Hauptmann       | Viktor Schönbeck (1910–1983) | Kompaniechef 13./Geb.Jg.Rgt. 139       | 20. Juni 1940                 |
| Leutnant        | Hans Rohr                    | Zugführer 7./Geb.Jg.Rgt. 139           | 20. Juni 1940                 |
| Hauptmann       | Wilhelm Renner               | Geb.Jg.Rgt. 138                        | 5. Aug. 1940                  |
| Oberstleutnant  | Wolf Hagemann                | Kommandeur III./Geb.Jg.Rgt. 139        | 4. Sep. 1940                  |
| Major           | Arthuer Haussels             | 1392Kommandeur II./Geb.Jg.Rgt. 139     | 4. Sep. 1940                  |
| Major           | Anton Holzinger              | Kommandeur I./Geb.Jg.Rgt. 138          | 11. Jan. 1941                 |
| Oberst          | Friedrich Friedmann          | Kommandeur Geb.Jg.Rgt. 144             | 12. Feb. 1942                 |
| Oberleutnant    | Walter Giehrl                | Kompanieführer 7./Geb.Jg.Rgt. 138      | 31. Juli 1942                 |
| Oberst          | Paul Klatt                   | Kommandeur Geb.Jg.Rgt. 138             | 4. Jan. 1943                  |
| Oberleutnant    | Hans May                     | Btl-Kommandeur Geb.Jg.Rgt. 138         | 25. Jan. 1943                 |
| Oberleutnant    | Wolfhart Wicke               | Chef 5./Geb.Jg.Rgt. 144                | 8. Feb. 1943                  |
| Oberleutnant    | Max Böhrent                  | unterstellt                            | 8. Feb. 1943                  |
| Hauptmann       | Franz List                   | Kommandeur II./Geb.Jg.Rgt. 144         | 3. März 1943                  |
| Feldwebel       | Kurt Trippensee              | Zugführer 7./Geb.Jg.Rgt. 144           | 2. Apr. 1943, posthum         |
| Oberfeldwebel   | Walter Wriedt                | Zugführer 13./Geb.Jg.Rgt. 138          | 25. Okt. 1943                 |
| Hauptmann       | Julius Grund                 | Kommandeur I./Geb.Jg.Rgt. 138          | 30. Okt. 1943                 |
| Hauptmann       | Karl Pabst                   | Kommandeur III./Geb.Art.Rgt. 112       | 4. Nov. 1943                  |
| Obergefreiter   | Albert Radesinsky            | s.MG-Schütze 4./Geb.Jg.Rgt. 138        | 7. Dez. 1943, posthum         |
| Obergefreiter   | Johann Benedikt              | Kompanietruppmelder 6./Geb.Jg.Rgt. 138 | 11. Dez. 1943, in Abwesenheit |
| Oberleutnant    | Horst Heinrich               | Kompanieführer 2./Geb.Pi.Btl. 83       | 30. Dez. 1943                 |
| Leutnant        | Franz Holzinger              | Zugführer 1./Geb.Jg.Abt. 95            | 13. Apr. 1944                 |
| Hauptmann       | Herbert Hodurek              | Führer III./Geb.Jg.Rgt. 144            | 15. Apr. 1944                 |
| Oberstleutnant  | Anton Lorch                  | Kommandeur Geb.Jg.Rgt. 144             | 4. Juni 1944                  |
| Oberfeldwebel   | Hans Wittenzellner           | Zugführer 1./Geb.Jg.Rgt. 144           | 9. Juni 1944                  |
| Stabsfeldwebel  | Julius Spari                 | Zugführer 7./Geb.Jg.Rgt. 138           | 10. Sep. 1944                 |
| Major           | Max Kloß                     | Kommandeur II./Geb.Jg.Rgt. 144         | 26. Nov. 1944                 |
| Feldwebel       | Karl Selinger                | Zugführer St.Kp II./Geb.Jg.Rgt. 144    | 12. Dez. 1944                 |
| Gefreiter       | Matthäus Hetzenauer          | Scharfschütze 7./Geb.Jg.Rgt. 144       | 17. Apr. 1945                 |

### Bekannte Divisionsangehörige
- Albert Bach (1910–2003), war von 1963 bis 1972, als General der Infanterie, Befehlshaber der Gruppe II (Steiermark, Kärnten) des österreichischen Bundesheeres
- Heinz Herre (1909–1988), war ab 1970 als Resident des Bundesnachrichtendienstes in Washington, D.C. tätig
- Anton Lorch (1910–1984), war 1966, als Brigadegeneral des Heeres der Bundeswehr, Kommandeur der Kampftruppenschule
- Karl Lütgendorf (1914–1981), war von 1971 bis 1977 österreichischer Verteidigungsminister
- Alois Dragaschnig (1924–2014), Leutnant in der Division, war Jurist und Beamter